# Denis Diderot
Denis Diderot (Langres, 5 ottobre 1713 – Parigi, 31 luglio 1784) è stato un filosofo, critico d'arte ed enciclopedista francese, uno dei massimi rappresentanti dell'Illuminismo e uno degli intellettuali più rappresentativi del XVIII secolo.
Era amico e collaboratore di Voltaire e del barone d'Holbach, col quale scrisse numerose opere anonime di intonazione antireligiosa e anticlericale.
Fu promotore, direttore editoriale ed editore dell'Encyclopédie, avvalendosi inizialmente dell'importante collaborazione di d'Alembert, che però alle prime difficoltà con la censura (dopo la condanna del testo De l'esprit di Helvétius, anch'egli collaboratore) si ritirerà.
Sarà Diderot, dirigendo l'opera e scrivendo circa 5 000 voci, spesso anonime, che porterà avanti l'impresa quasi da solo, grazie a vari finanziamenti, sino all'uscita degli ultimi volumi nel 1772.
Oltre al colossale lavoro enciclopedico e alle pubblicazioni anonime per aggirare la censura, Diderot scrisse numerose opere filosofiche e teatrali, romanzi, articoli e saggi su disparati argomenti, occupandosi di arte, storia, politica e società.

## Biografia

### Origini familiari e formazione

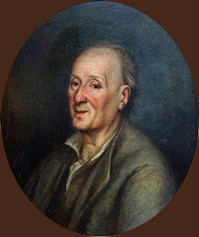
Didier Diderot, il padre di Denis

La famiglia, borghese e cattolica, relativamente benestante, avrebbe voluto avviarlo alla carriera ecclesiastica o a quella giuridica, ma il giovane Denis non pareva interessato né all'una né all'altra. Il padre era Didier Diderot, fabbricante di coltelli e ferri chirurgici, sposato con Angélique Vigneron. Denis portava il nome del nonno. Aveva due fratelli: Didier-Pierre, poi sacerdote e canonico della cattedrale di Langres e Angélique che, diventata suora, morirà giovane in convento, probabilmente suicida: una tragica figura che Diderot riprenderà nel romanzo La monaca. Dopo aver studiato presso il collegio gesuita della città natale, e aver effettuato anche la tonsura (il rito del taglio di capelli per entrare nell'ordine), lasciò la vita clericale contro la volontà paterna, e si trasferì a Parigi per iscriversi all'Università, dove ottenne il baccalaureato. Ne uscì nel 1732, con il titolo di magister artium, una laurea abbastanza generica e quindi relativamente carente per una specializzazione professionale.

### L'attività letteraria e filosofica
Sprovvisto di un preciso indirizzo di carriera, Diderot inizialmente, lavorò per un periodo nello studio di un procuratore e in seguito si adattò ai più diversi lavori; studiò greco e latino, medicina e musica, guadagnandosi da vivere come traduttore ed entrando così in contatto con autori e idee da cui trasse ispirazione.

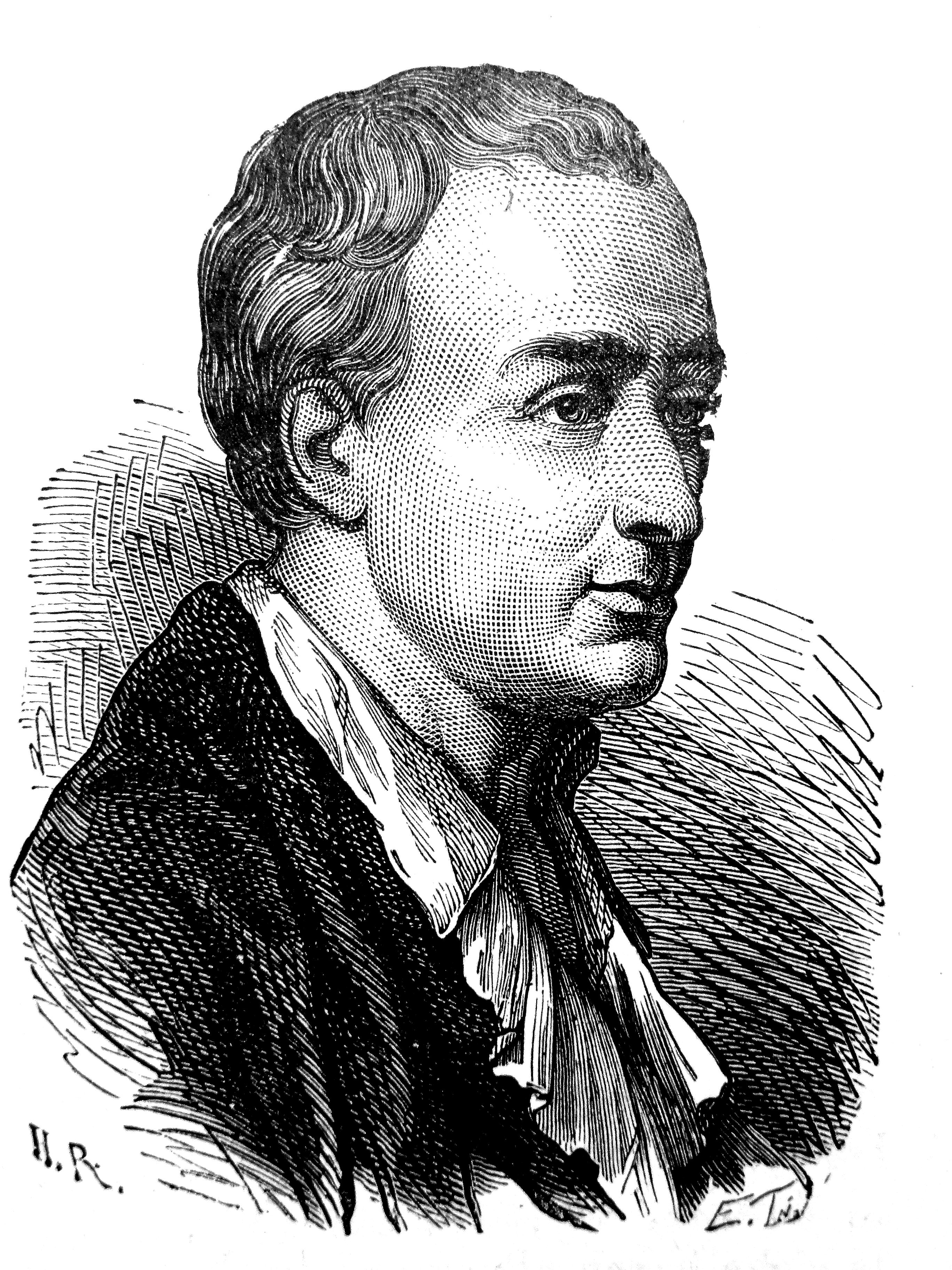
Stampa raffigurante Diderot

Fu anche scrivano pubblico e precettore, frequentando, come molti altri giovani anticonformisti, i salotti e i caffè letterari in cui circolavano le idee illuministiche e libertine. Il suo spirito vulcanico e decisionista doveva farne un leader del movimento illuminista e non a caso è di questo periodo la segnalazione alla polizia, che nel 1748 lo schederà come "giovane pericoloso" per le sue idee blasfeme e contro la religione.
A Parigi conobbe, nel 1742, un altro provinciale come lui, il ginevrino Jean-Jacques Rousseau, con cui costruì un intenso quanto burrascoso rapporto. Il sodalizio tra alti e bassi si romperà a un certo punto perché Rousseau si sentì "tradito" dagli amici illuministi che non condividevano le sue idee e i suoi atteggiamenti. Dal 1742 al 1745 traduce dall'inglese il Dizionario medico di Robert James. Nel 1745 incontrò per la prima volta Condillac; nello stesso anno tradusse il Saggio sulla virtù e sul merito di Anthony Ashley Cooper, III conte di Shaftesbury, del quale ammirò le idee di tolleranza e di libertà. In seguito, assieme agli scrittori e traduttori François-Vincent Toussaint e a Marc-Antoine Eidous, lavorò alla versione francese del Dictionnaire universel de medicine (Parigi 1746-1748) del medico inglese Robert James.
Risentono di questi rapporti culturali i suoi Pensées philosophiques (Pensieri filosofici) del 1746, di intonazione deista, La sufficienza della religione naturale e La passeggiata dello scettico del 1747; tutte opere aspramente critiche verso la superstizione e l'intolleranza. Il Parlamento di Parigi condannò i Pensieri, pubblicati anonimo, a essere bruciati. Risalgono al 1748 il romanzo libertino I gioielli indiscreti e al 1749 la Lettera sui ciechi ad uso di coloro che vedono di intonazione sensista e materialista.
Già questa prima rassegna di titoli, a cui vanno aggiunti anche alcuni saggi di matematica, lascia intravedere due caratteristiche fondamentali della personalità intellettuale del filosofo, vale a dire la vastità dei suoi interessi - che spaziarono dalla filosofia alla biologia, dall'estetica alla letteratura - e la flessibilità dei generi di scrittura da lui praticati, particolarmente congeniale al carattere mobile, aperto e dialogico del suo pensiero, nonché la sua propensione alla catalogazione dei vari rami del sapere.
In questo periodo, con l'editore André Le Breton, comincia a prendere forma il progetto dell'Encyclopédie. Diderot frequenta il salotto di madame Geoffrin, assieme a Voltaire e d'Alembert.

### L'arresto e la prigionia a Vincennes
Incarcerato nel castello di Vincennes per la Lettera sui ciechi ad uso di coloro che vedono, un vero e proprio manifesto dell'ateismo, dove Diderot aveva fra l'altro ripreso alcuni passi degli scritti del prete-ateo Jean Meslier (1664-1729), poi pubblicati e revisionati da Voltaire, trascorrerà centotré giorni di prigionia piuttosto blanda (grazie a Madame du Châtelet, la compagna di Voltaire, che era parente del direttore del carcere, ebbe anche dei permessi di uscita), dal 22 luglio al 3 novembre 1749. Oltre che per la Lettera, fu arrestato anche come sospetto di aver scritto un "noto romanzo libertino" e cioè Thérèse philosophe, solitamente attribuito a Jean-Baptiste Boyer d'Argens o altri (si veda anche il paragrafo sul rapporto col libertinismo). Nello stesso anno (1748) aveva dato alle stampe un altro romanzo libertino e filosofico, anonimo, dal titolo I gioielli indiscreti.

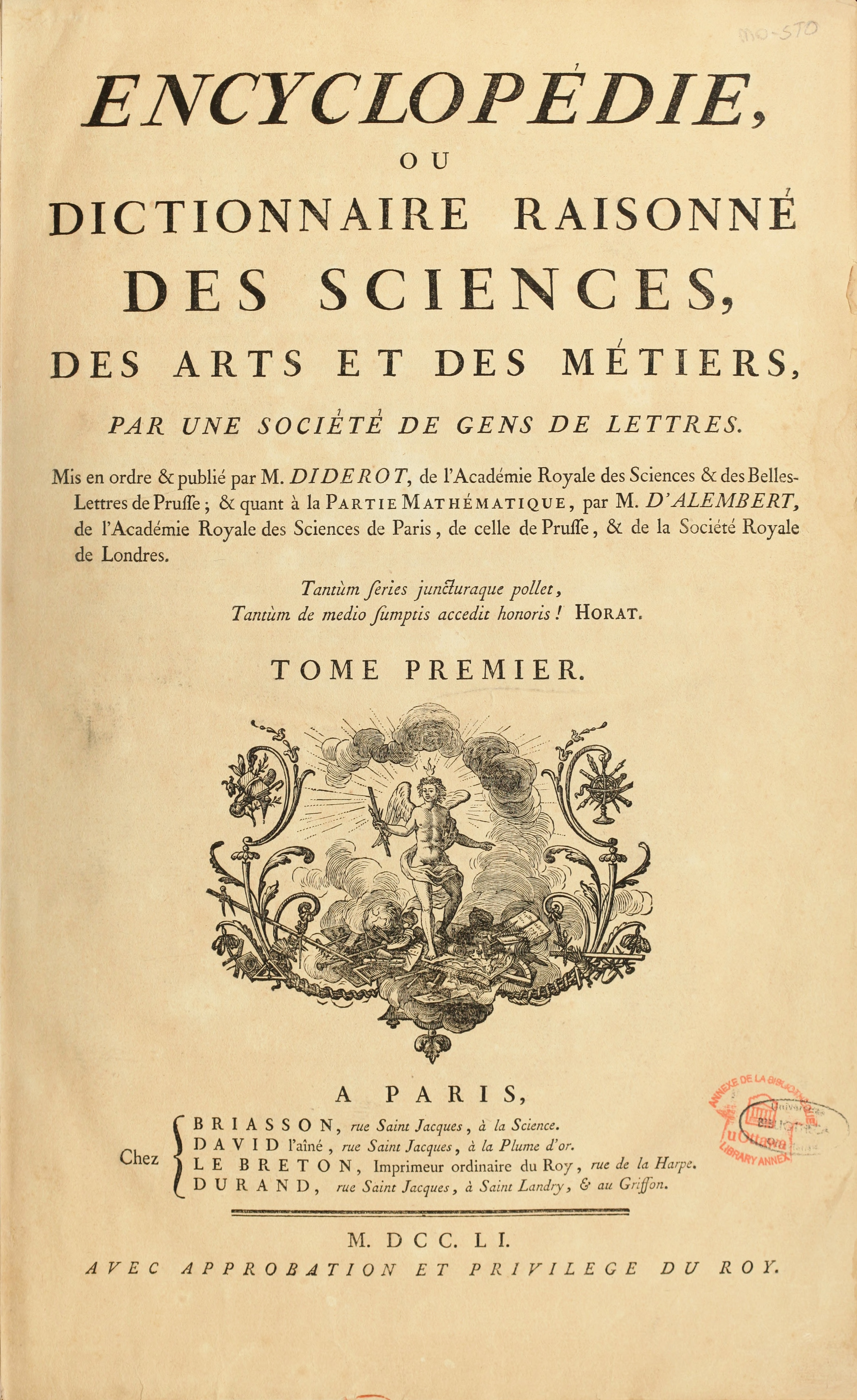
Copertina dell' Encyclopédie

La Lettera sui ciechi sarà invece inviata anche a Voltaire, che l'apprezzerà, pur non condividendo la tendenza materialista di Diderot. Diderot fu liberato dopo aver firmato una "lettera di sottomissione" e anche per le intercessioni di alcuni amici presso le autorità di sicurezza (e con tutta probabilità per l'influenza della favorita del re Luigi XV, madame de Pompadour, amica personale di Diderot e Voltaire); dovette però restare per un periodo in libertà vigilata.
Cercherà anche di attribuire i Pensieri alla sua amica ed ex amante Madame de Puisieux, ma poi dovette ammettere di averli scritti e promettere per iscritto di non scrivere più «contro la religione e la morale»; da allora, per molto tempo, si limitò a esporre gli argomenti più pericolosi del suo pensiero velatamente o in maniera superficiale o ricorrendo a inserirli nelle voci dell'Enciclopedia meno sospette. In seguito pubblicherà solo in forma anonima o sotto pseudonimi gli articoli più scomodi, oppure parteciperà con altri come Jacques-André Naigeon (costui era un artista e scultore inizialmente coinvolto in articoli tecnici dell'Enciclopedia, in seguito instancabile propagatore di scritti antireligiosi) alla curatela delle opere materialistiche sotto pseudonimi del barone d'Holbach.
Si racconta che mentre andava a trovare Diderot in prigione a piedi, durante questo periodo, Rousseau ebbe l'idea della sua prima opera, il Discorso sulle scienze e le arti, che rimarrà legata nell'aneddotica a questa particolare circostanza. Nello stesso anno, dopo 14 anni, Diderot si riappacificò col padre che aveva condannato la sua vita giovanile spregiudicata e gli aveva tolto una modesta pensione di sopravvivenza.

### Il matrimonio e la relazione con Volland

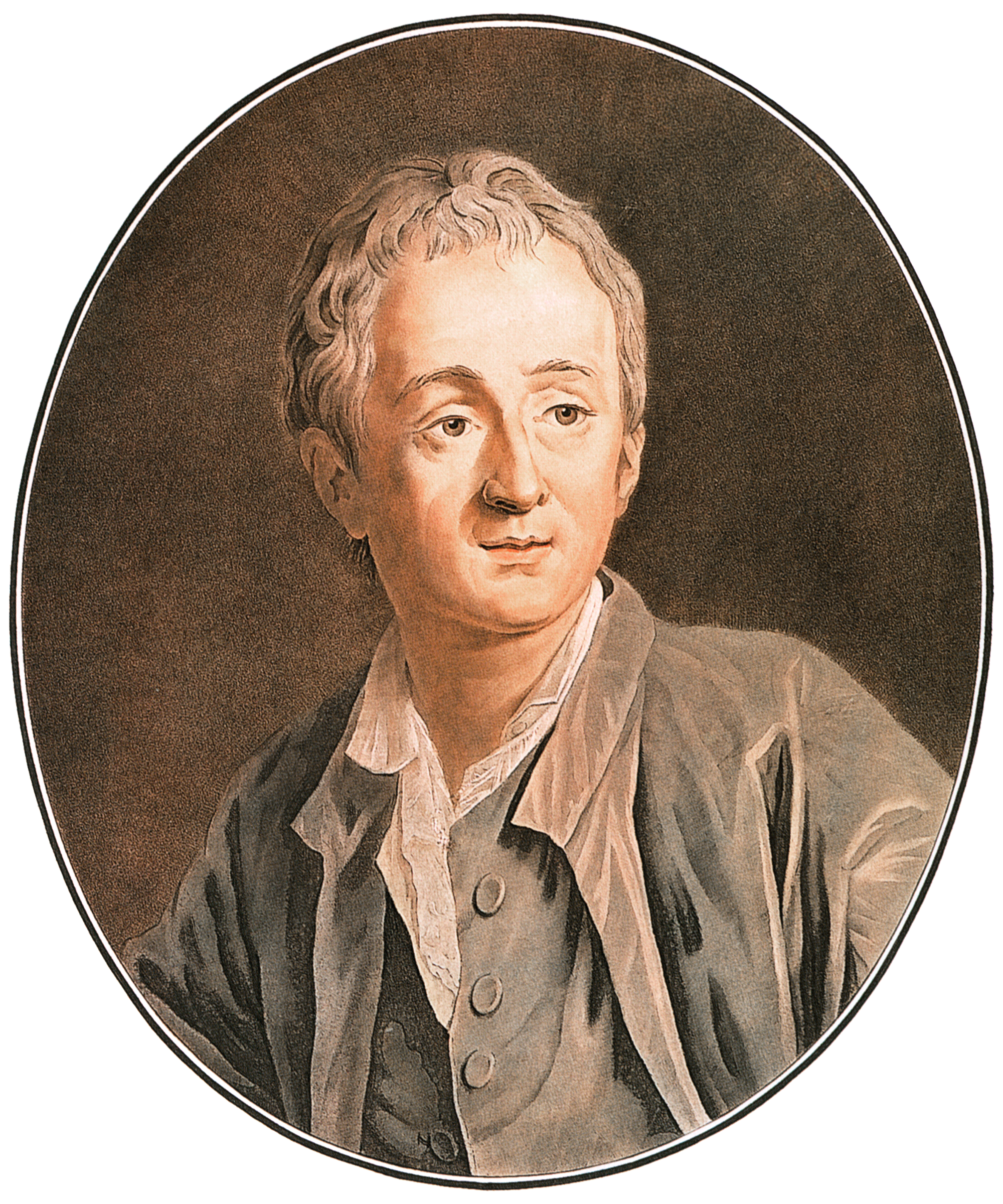
Pierre-Marie Alix, ritratto di Diderot da un disegno di Van Loo

La vita privata di Diderot fu intensa e libera, focalizzata intorno a centri affettivi di grande importanza come la famiglia. Sposatosi nel 1743 con la camiciaia Antoinette Champion (1710-1796) detta Nanette, che si rivelerà un'ottima amministratrice dell'economia domestica, ed ebbe dal matrimonio quattro figli, dei quali gli sopravvisse solo l'amatissima figlia quartogenita Marie-Angélique (1753-1824), chiamata col nome della madre e della sorella di Diderot; i tre figli nati in precedenza, la primogenita chiamata anch'essa Angélique in onore della nonna, e i due maschi, François-Jacques-Denis e Denis-Laurent, morirono tutti pochi mesi dopo la nascita. Il padre Didier era fortemente contrario al matrimonio, e minacciò di diseredarlo (si rinconciliarono solo grazie alla mediazione di Antoinette stessa) se non si fosse fatto abate, come lui voleva. Riuscì con uno stratagemma a far rinchiudere il trentenne Diderot nel convento locale, per impedirne il matrimonio, ma lui fuggì dalla finestra e andò alla cerimonia.
A partire dal 1756 ebbe con l'amica e amante Sophie Volland una relazione sentimentale e intellettuale della quale ci resta un epistolario biografico, letterario e storico di grande valore. Il rapporto amoroso con Sophie, una donna molto diversa sia dall'amante Madeleine de Puisieux (1720-1798) - una scrittrice moralista e femminista che Diderot aveva incontrato nel 1745 - sia dalla moglie Antoinette - di livello inferiore come istruzione e interessata, più che al perseguimento degli ideali, alle faccende pratiche dell'esistenza che assicurassero una vita agiata (al punto che in età avanzata lo scrittore diceva che Nanette "inveiva tutto il giorno") - fu molto importante per Diderot, che scoprì il vero sentimento dell'amore e trovò in lei una confidente e consigliera che gli fu vicina per tutta la vita. Di Sophie non è rimasto alcun ritratto, ma solo alcune notazioni che dicono che portava gli occhiali e che aveva «la menotte sèche», delle "manucce magre" («Je baise votre front, vos yeux, votre bouche et votre menotte sèche qui me plaît tout autant qu'une potelée...») e che era dotata di un'accurata cultura scientifica e filosofica che destò l'ammirazione di Diderot.

### L'enciclopedia e il circolo del barone d'Holbach
(D. Diderot, Interpretazione della natura)

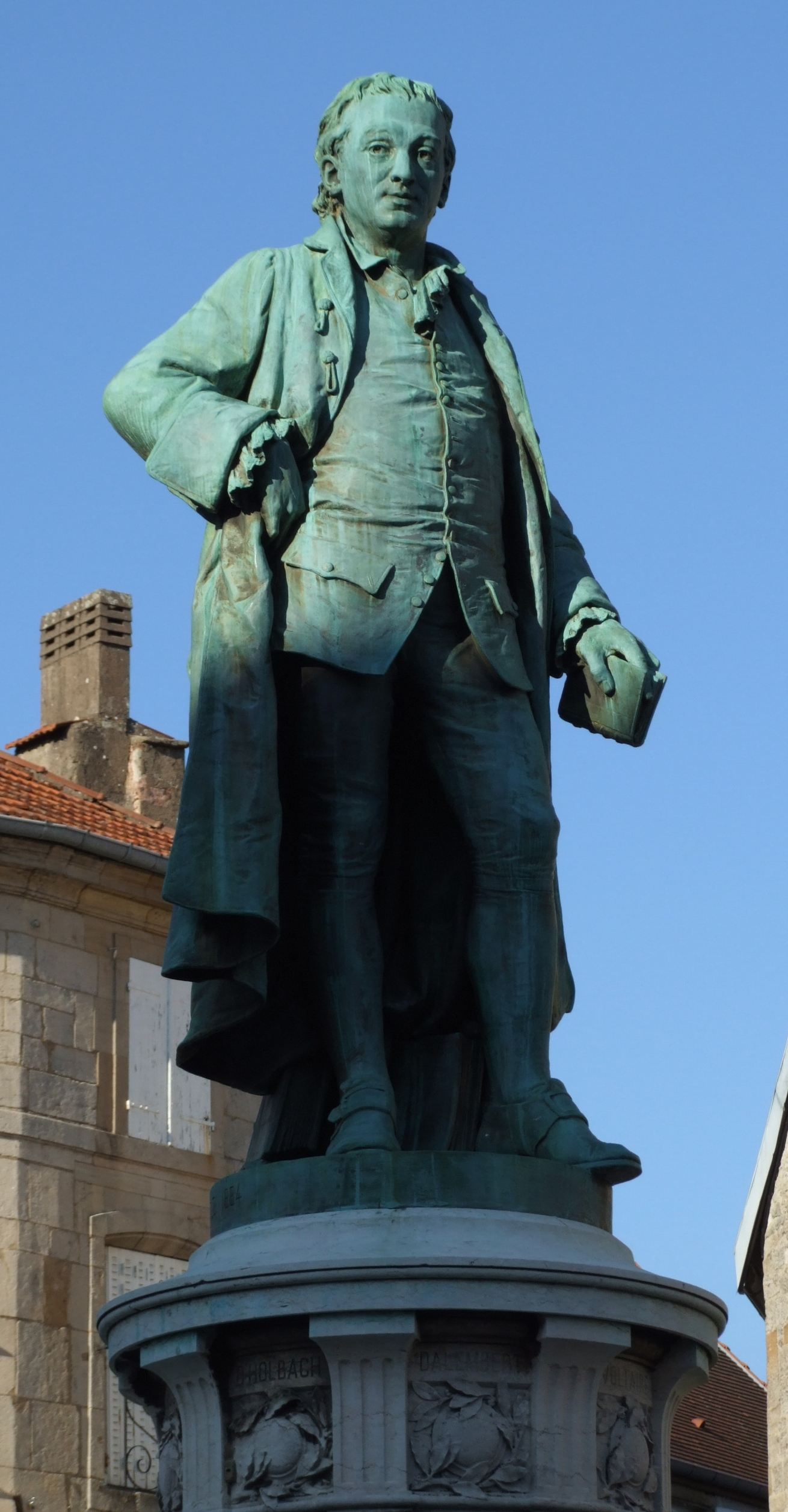
Statua di Diderot a Langres

Dal 1745 Diderot fu coinvolto attivamente nell'ambizioso progetto dell'Encyclopédie, di cui diverrà due anni dopo direttore, con d'Alembert condirettore per la parte matematica. L'editore André Le Breton e i suoi tre soci in affari, David, Durand e Briasson, ottennero un privilegio reale di venti anni per pubblicare un Dizionario Universale delle Arti e delle Scienze, tradotto dalla Cyclopaedia dell'inglese Ephraim Chambers. La direzione editoriale venne affidata all'abate Gua de Malves, dell'Accademia delle Scienze. Tra i collaboratori vennero scelti Diderot e d'Alembert. Nell'ottobre del 1747, Gua de Malves abbandonò l'incarico a favore di Diderot e d'Alembert, nominato condirettore.

Jean Le Rond d'Alembert

Di quest'opera, che lo occuperà instancabilmente per il successivo ventennio, Diderot sarà il più infaticabile artefice: egli scorgeva in essa un'irrinunciabile battaglia politica e culturale che sostenne pressoché da solo, dopo la defezione di Jean d'Alembert nel 1759, a causa della persecuzione dei philosophes dovuta alla sentenza di condanna contro L'esprit di Helvétius. Per Diderot, a differenza di quanto pensava Voltaire, l'Enciclopedia doveva servire a diffondere il sapere all'esterno della tradizionale cerchia culturale, come una nuova «paideia», un'educazione per il popolo, non solo per nobili e alto-borghesi.

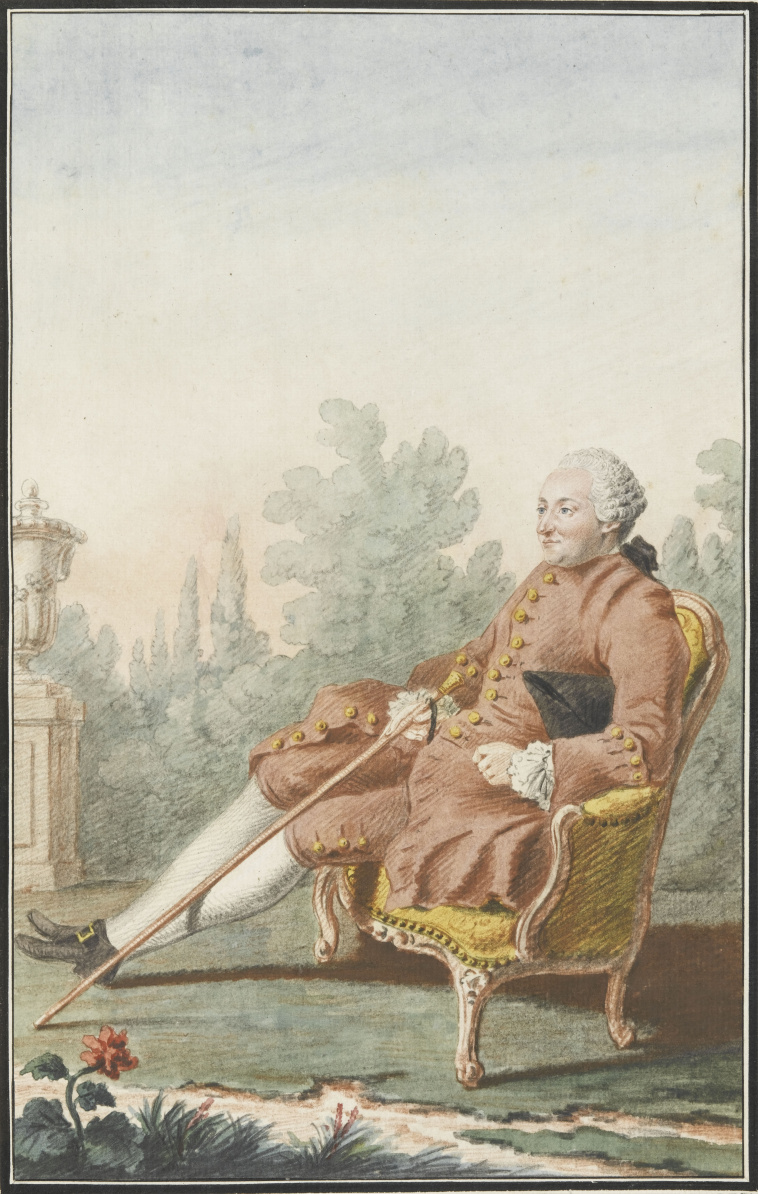
Paul Henri Thiry d'Holbach, ritratto di Louis Carmontelle

Viceversa, Diderot non darà in genere circolazione pubblica ai propri scritti, molti dei quali rimarranno quindi del tutto sconosciuti al di fuori della ristretta cerchia dei filosofi, per venire pubblicati solo dopo molti decenni dalla sua morte (alcuni addirittura dopo la seconda guerra mondiale). Nel 1751 Diderot e d'Alembert avevano ricevuto, da Federico II di Prussia, la nomina di membri dell'Accademia di Berlino.
Diderot, da questo periodo in poi, partecipò anche alla stesura o alla revisione delle opere, pubblicate anonime, del barone d'Holbach, animatore di un circolo culturale scettico e materialista, ma frequentato da personalità di diverso tipo. Assieme al barone (autore principale e a cui i libelli sono generalmente attribuiti dalla critica), allo stretto collaboratore di quest'ultimo Jacques-André Naigeon e a Louis de Jaucourt, già eminente partecipante all'Encyclopedie, Diderot stenderà o contribuirà a diversi saggi antireligiosi e anticlericali (come Il sistema della natura, Il buon senso e Il cristianesimo svelato), che d'Holbach faceva poi pubblicare in segreto e circolare grazie alle sue conoscenze personali e all'ingente patrimonio di famiglia. Come buona parte delle opere diderottiane più sovversive, anche queste circolarono clandestinamente e gli furono attribuite, nelle parti in cui vi lavorò, solo molto tempo dopo la morte del filosofo e di quella di d'Holbach.

#### Problemi con la censura
Nel 1752, l'abbé de Prades, uno dei redattori dell'Enciclopedia, venne accusato dalle autorità ecclesiastiche di promuovere il materialismo ateo e dare adito ai sovvertitori della società. Una sentenza del Consiglio del Re proibì e condannò al macero i due volumi pubblicati. Diderot, con il supporto di Malesherbes (giurista illuminista e futura vittima della Rivoluzione francese in quanto avvocato di Luigi XVI), direttore della Biblioteca reale (equivalente del Ministero della Cultura), riuscirà a ottenere un nuovo privilegio reale, con una discreta libertà di pubblicazione, che durerà fino al 1759, grazie all'intervento della Pompadour presso il re. La pubblicazione riprese nel mese di novembre 1753. D'Alembert si dimise da condirettore, ma tornò dopo pochi mesi per dedicarsi interamente agli articoli di fisica e matematica.

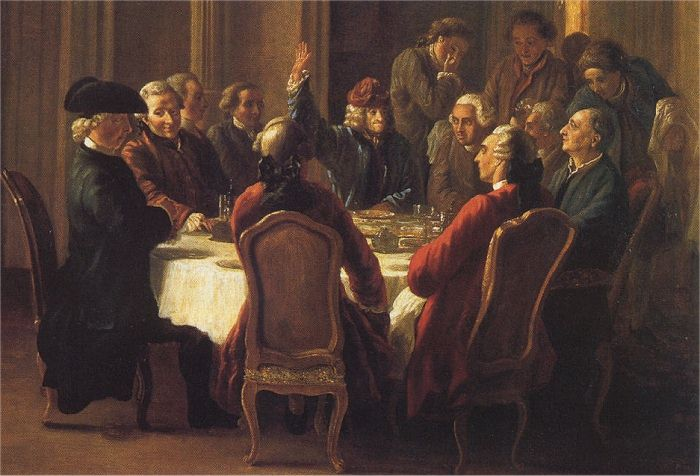
Una cena di filosofi o La santa cena del patriarca di Jean Huber. Al tavolo di Voltaire a Ferney, si vede anche Denis Diderot (l'uomo seduto di profilo a destra).

A parte il periodo di Vincennes, Diderot si dedicò infaticabilmente all'Enciclopedia; il Prospetto, scritto da lui stesso e considerato il manifesto programmatico degli Enciclopedisti, lanciò una sottoscrizione per la vendita dell'opera. Il progetto riprese l'"Albero della conoscenza umana" di Francesco Bacone, innescando subito una polemica con i gesuiti che espressero la loro opposizione perché secondo loro, era diretto contro la Chiesa e la morale cristiana. Abbastanza rapidamente, infatti, il papa, i giansenisti e i gesuiti si ritrovarono insieme contro l'opera.

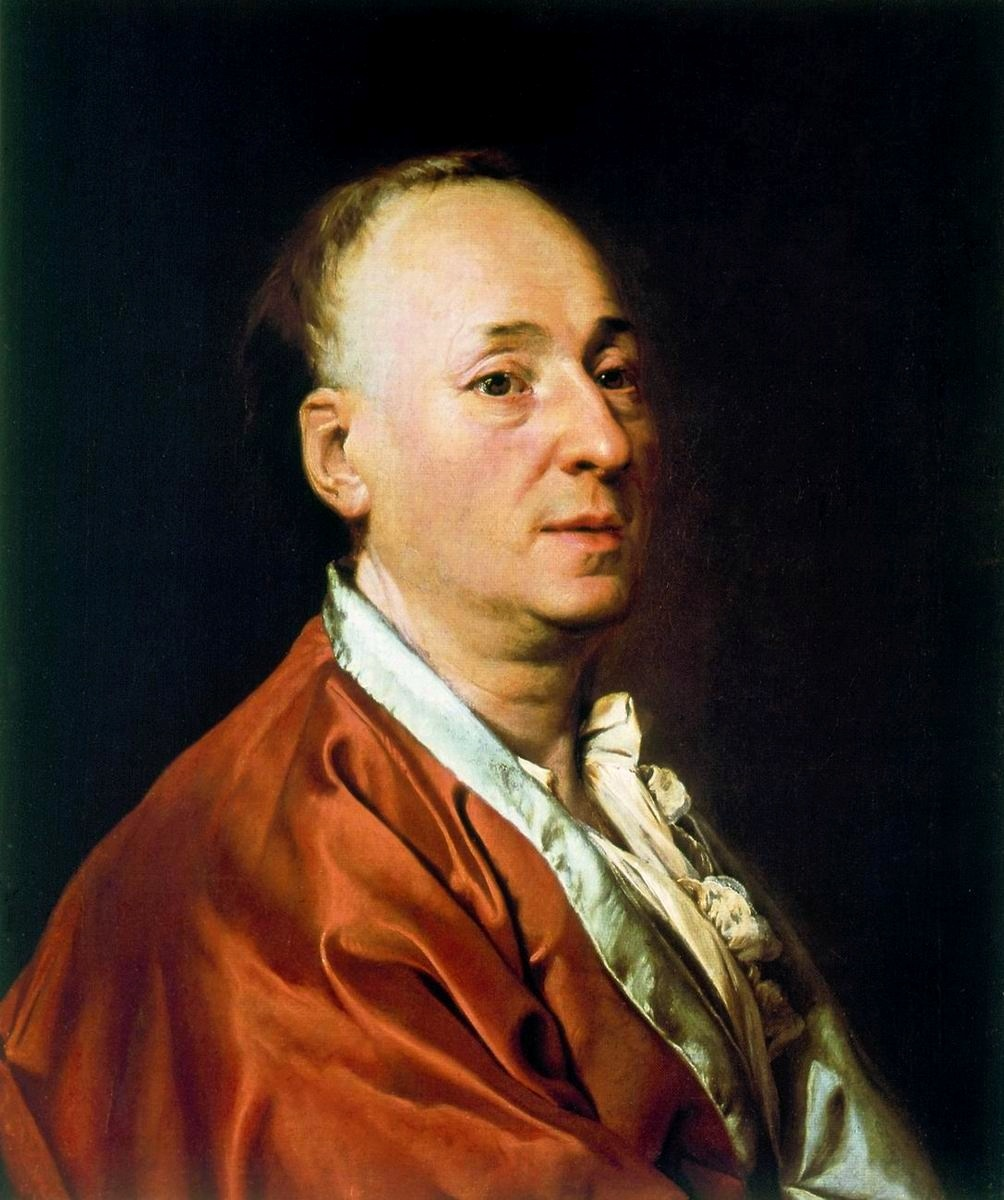
Diderot ritratto da Dmitry Levitskij

Appartengono a questo periodo - oltre alla pubblicazione dell'Encyclopédie che si concluderà definitivamente solo nel 1772 - altre importanti opere, tra cui si possono ricordare i fondamentali saggi filosofici L'interpretazione della natura (1753) e il Sogno di d'Alembert (1769), i romanzi La monaca (1760) e Jacques il fatalista e il suo padrone (1773), il dialogo Il nipote di Rameau (1762); le opere teatrali Il figlio naturale (1757) e Il padre di famiglia (1758), nonché il trattato La poésie dramatique, mentre il Paradosso sull'attore è ancora oggi una delle opere più importanti sull'arte della recitazione.

#### Litigio con Rousseau
Nel 1756 incontra di nuovo Rousseau, prima che quest'ultimo - a causa dell'articolo enciclopedico sulla sua città, Ginevra - litighi, sentendosi offeso, prima con gli autori dello scritto, d'Alembert e Voltaire (che era stato poco prima cacciato dalla città svizzera), e poi con Diderot stesso, rompendo ogni rapporto con gli enciclopedisti. Da allora sia Voltaire (che lo bersagliò di satire e pamphlet) sia Diderot ostacolarono la circolazione delle opere del ginevrino, in particolare quelle autobiografiche, e Rousseau diverrà ancora più paranoico. Già precedentemente Diderot aveva litigato con Rousseau per il rifiuto di presentarsi al re che voleva concedergli un vitalizio in seguito al successo a corte dell'opera lirica L'indovino del villaggio, a causa del suo problema urinario. Sia Diderot sia il suo amico Frédéric-Melchior Grimm al quale Rousseau era stato precedentemente legato, non tollerano ormai più l'umore scostante e la paranoia di Rousseau verso il gruppo che lui chiama la coterie holbachiana: Diderot lo accusa di essere un misantropo, scrivendo in Le fils naturel che "il buono vive in società, il malvagio da solo", causando in Rousseau un risentimento paranoico (seppur Diderot dicesse che la frase non era rivolta a lui), mentre Voltaire lo definisce "il Giuda della confraternita". Essi criticano le scelte del ginevrino, come l'aver abbandonato i cinque figli in orfanotrofio, la sua difesa quasi sciovinista di Ginevra, l'accompagnarsi con una donna analfabeta e povera (Thérèse Levasseur), che non vuole sposare e che deride alle spalle con gli amici filosofi, ma per la cui famiglia chiede denaro agli amici e specialmente a Grimm e d'Holbach (mostrandosi secondo loro ingrato). Rousseau accusava invece la coterie di tramare contro di lui con l'aiuto della suocera, e rispose con Le confessioni (1766) opera che Diderot e Grimm considerano a tratti diffamatoria, pubblicata integralmente solo dopo la morte nel 1778. Rousseau rivela infatti episodi privati, afferma di essere stato ingannato e perseguitato, di sentirsi tacitamente approvato da loro come parte dell'ambiente "libertino" nel caso dei figli abbandonati - nonostante Rousseau dicesse di non vergognarsi e di averlo reso chiaro all'epoca, è risentito dalla rivelazione pubblica fatta da Voltaire dopo la persecuzione agli enciclopedisti per l'articolo Ginevra - e mette in cattiva luce Louise d'Épinay.

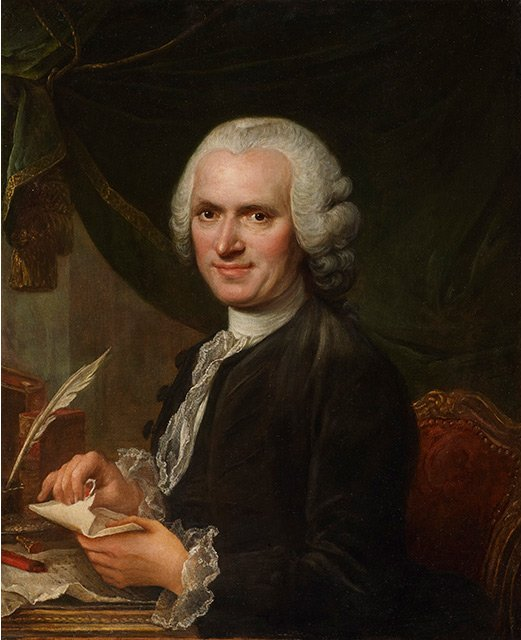
Rousseau intorno al 1760

L'ex amica di Rousseau, in buoni rapporti con Diderot e da lui appoggiata, riesce a impedirne le letture pubbliche con una denuncia alla polizia (1771), infastidita dal fatto che Rousseau racconti in pubblico la relazione sentimentale quasi contemporanea che lui e Grimm avevano avuto con lei, rotta perché Diderot, da lei ospitato, frequenta contemporaneamente la contessa Houdetot di cui si è innamorato (Rousseau sostiene invece che Diderot e Grimm sparlassero di lui e Louise, e che Grimm abbia voluto soppiantarlo come amante della donna).
L'amicizia tra i due si ruppe completamente già negli anni '50, per Diderot la presenza di Rousseau è fonte di "inquietudine", i suoi scritti deliranti ("Rousseau è il baratro che separa il cielo dall'inferno", dirà) e si rifiuta di frequentarlo ulteriormente. Si incontrano per l'ultima volta all'Ermitage di Montmorency nel 1757 e litigano a causa della Lettera a d'Alembert sull'articolo su Ginevra. Diderot teme che Rousseau possa attirare la persecuzione delle autorità sugli enciclopedisti in un momento delicato. Rousseau scrive che "dal mio insediamento all'Ermitage, Diderot non aveva cessato di molestarmi". Nel 1765 Diderot tentò una riconciliazione con Rousseau, ma questi rifiutò, pubblicando parte delle Confessioni l'anno dopo, mentre Diderot mise in guardia gli amici dal fidarsi del ginevrino.

#### Le ulteriori censure all'Enciclopedia
Nel mese di gennaio 1757, il fallito tentativo del servitore di un parlamentare, lo squilibrato Robert François Damiens, di assassinare Luigi XV venne attribuito, dagli avversari di Diderot e d'Alembert, all'influenza delle nuove idee, che sono accusati di diffondere. Luigi XV cominciò a stringere le maglie della censura. L'anno seguente, i contrasti tra l'editore e d'Alembert, che abbandonerà il progetto, e la persecuzione delle autorità contro uno dei collaboratori, Helvétius, per aver pubblicato il saggio materialista De l'Esprit, misero a rischio il lavoro. Il re sospese i privilegi, e ordinò il rogo dei sette volumi usciti. Diderot riuscì a nascondere i volumi e le tavole a casa di Malesherbes, fino alla sospensione dei provvedimenti, ma solo nei confronti degli argomenti tecnici e non sensibili di censura.
Nel 1759 l'Enciclopedia comincia a essere vittima della censura del Parlamento di Parigi, con l'approvazione di Luigi XV, e nemmeno la Pompadour riuscirà più a far nulla. Papa Clemente XIII, intanto, inserisce l'opera nell'Indice dei libri proibiti, ordinando ai cattolici, sotto minaccia di scomunica, di consegnare ai vescovi le copie in loro possesso, affinché venissero bruciate. Voltaire, dall'esilio nella sua proprietà di Ferney, soccorre Diderot, proponendolo come accademico di Francia, ma lui declina; nel frattempo difende comunque l'amico, attaccato pubblicamente dal giornalista anti-illuminista Élie Fréron (che lo accusava di aver plagiato un'opera di Carlo Goldoni, Il vero amico, in Le Fils naturel, anche se il vero bersaglio da colpire era sempre l'Enciclopedia), con la pubblicazione di molti pamphlet anonimi. Le Breton sottopose i volumi a una censura preventiva e bruciò i manoscritti, atti che susciteranno la rabbia di Diderot, ma il progetto proseguì, con la pubblicazione degli ultimi dieci volumi, completata nel 1772, sotto falso indirizzo e in maniera semi-clandestina.

#### La conclusione del progetto e altre iniziative

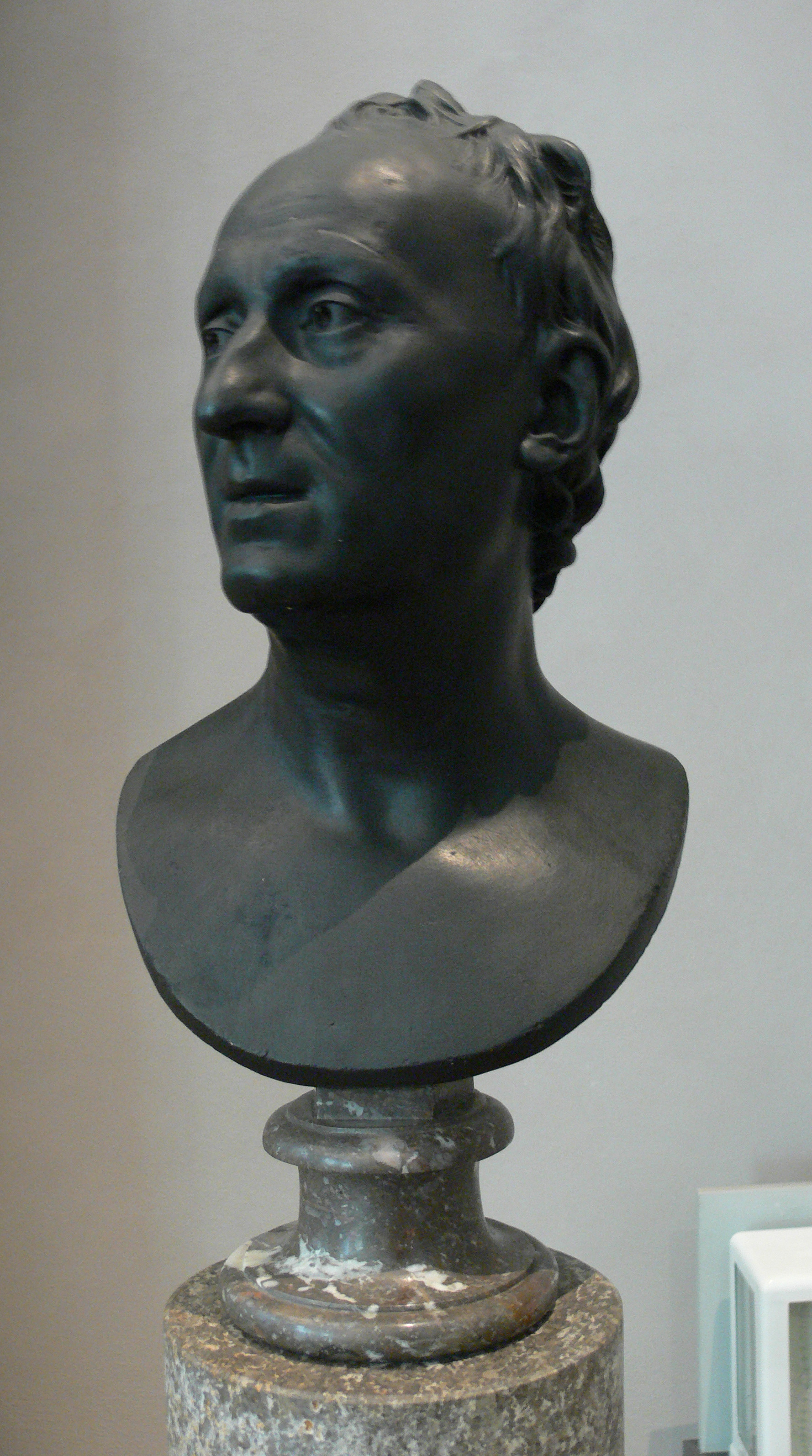
Jean-Antoine Houdon, Diderot (1771)

Lo stesso anno conobbe David Hume, in casa di d'Holbach, e cominciarono i rapporti epistolari con Caterina II di Russia, la più potente dei monarchi "illuminati". Diderot le propose di poter lavorare a un'edizione russa senza alcuna censura dell'Enciclopedia, ma l'imperatrice non accettò. Nel 1766, sempre nel salotto parigino del barone, conosce gli illuministi italiani Cesare Beccaria e Alessandro Verri (fratello di Pietro). Entusiasta del libro Dei delitti e delle pene del Beccaria, in cui si propugna razionalmente l'abolizione della tortura e della pena di morte - tradotto in francese dall'abbé Morellet nel 1776 - Diderot ne scriverà le note esplicative. Tutto questo lo spingerà nettamente verso il sostegno all'abolizionismo della pena capitale. Nel 1767 venne nominato membro dell'Accademia delle arti di San Pietroburgo.
Come molti illuministi, sostenne la lotta dei coloni americani contro l'Inghilterra nella guerra d'indipendenza americana (1776), che si concluderà nel 1783 con la nascita degli Stati Uniti d'America.

### Gli ultimi anni
Nel 1765, l'imperatrice Caterina II di Russia acquistò la biblioteca di Diderot, che ne mantenne tuttavia l'usufrutto e una rendita come bibliotecario. Tra il 1764 e il 1765 conobbe l'eccentrico scrittore britannico Laurence Sterne e David Garrick.

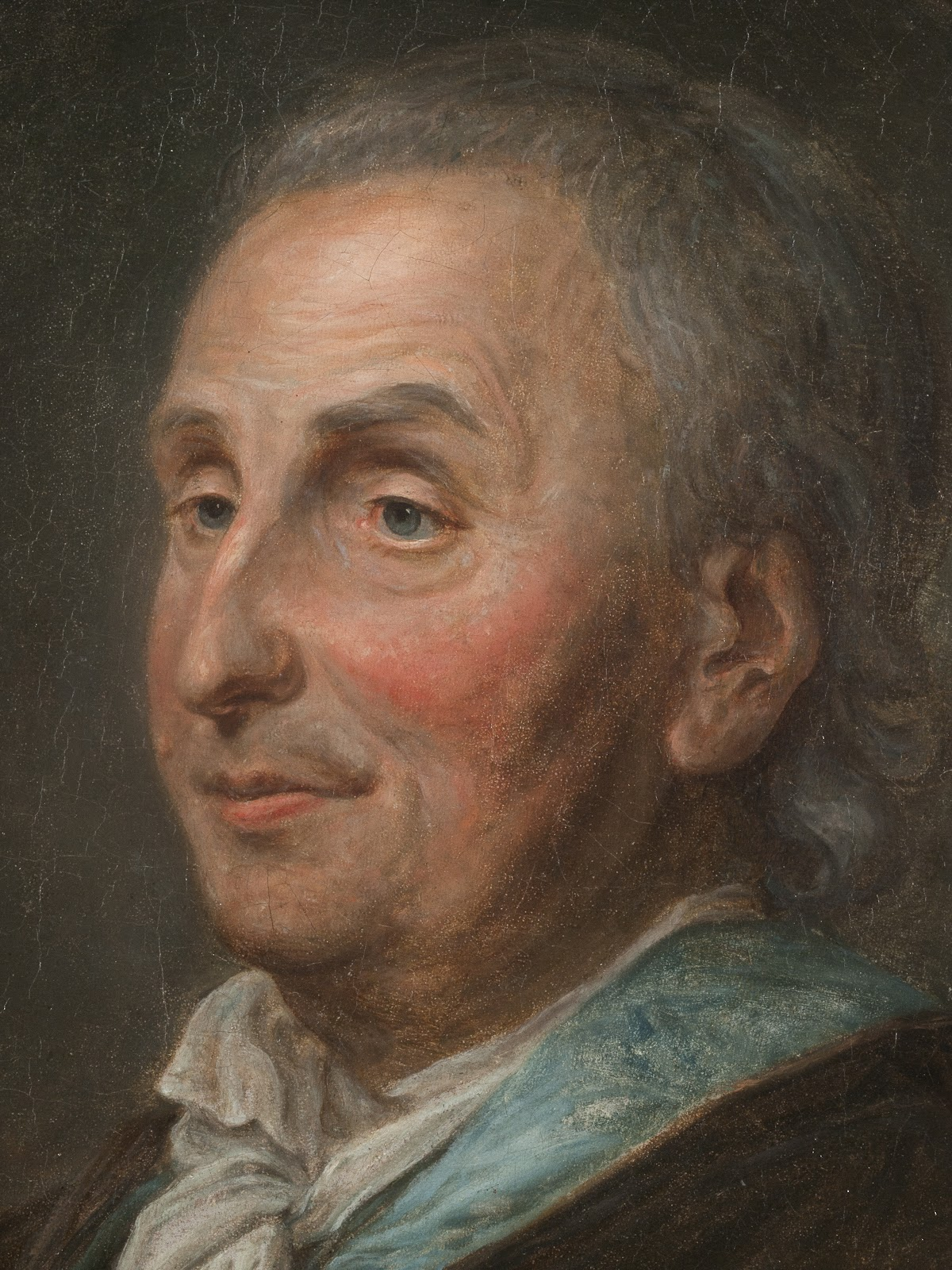
Diderot nel 1780

Nel 1773 il filosofo si recò a San Pietroburgo, dove stese per l'imperatrice diversi progetti di riforma della società e dell'istruzione, che non andranno in porto. La successiva delusione gli fece sconfessare la concezione voltairiana di assolutismo illuminato, per farlo tornare, in Mémoires pour Cathérine II e in Critica al libro "Dell'uomo" di Helvétius, a schierarsi con l'ex amico Rousseau, a favore di una concezione più democratica e anti-assolutistica; negli ultimi tempi della sua vita Diderot era ormai quasi anti-monarchico, sebbene sostenesse che la zarina era certamente dispotica, ma non necessariamente tirannica. Diderot coniò per la Russia la famosa definizione di "colosso dai piedi d'argilla", ripreso da un'immagine biblica.

L'itinerario di viaggio di Diderot da Parigi a San Pietroburgo nel 1773-74

Sempre nel 1773 la figlia Angélique sposò Abel-François Caroillon de Vandeul. Prima di partire per la Russia nominò Naigeon suo esecutore letterario, per cui il collaboratore di d'Holbach divenne editore, compilatore e commentatore delle opere di Diderot.
Al ritorno del viaggio in Russia, nel 1774, visitò i Paesi Bassi, fermandosi all'Aia.
Tornato a Parigi, dal 1774 fece vita ritirata a causa della sua salute in declino, risiedendo talvolta nella villa di campagna di d'Holbach, a Grandval. In questi ultimi anni scrisse molte opere e cominciò la pubblicazione, a puntate, di Jacques il fatalista.
In questo periodo moriranno molti dei suoi collaboratori philosophes (Montesquieu era morto nel 1755): Helvetius nel 1771, Voltaire e Rousseau nel 1778, l'amico d'Alembert morto nel 1783 (pochi giorni dopo il compimento dei 70 anni di Diderot) e madame d'Epinay (morta anche lei nel 1783, ad aprile).

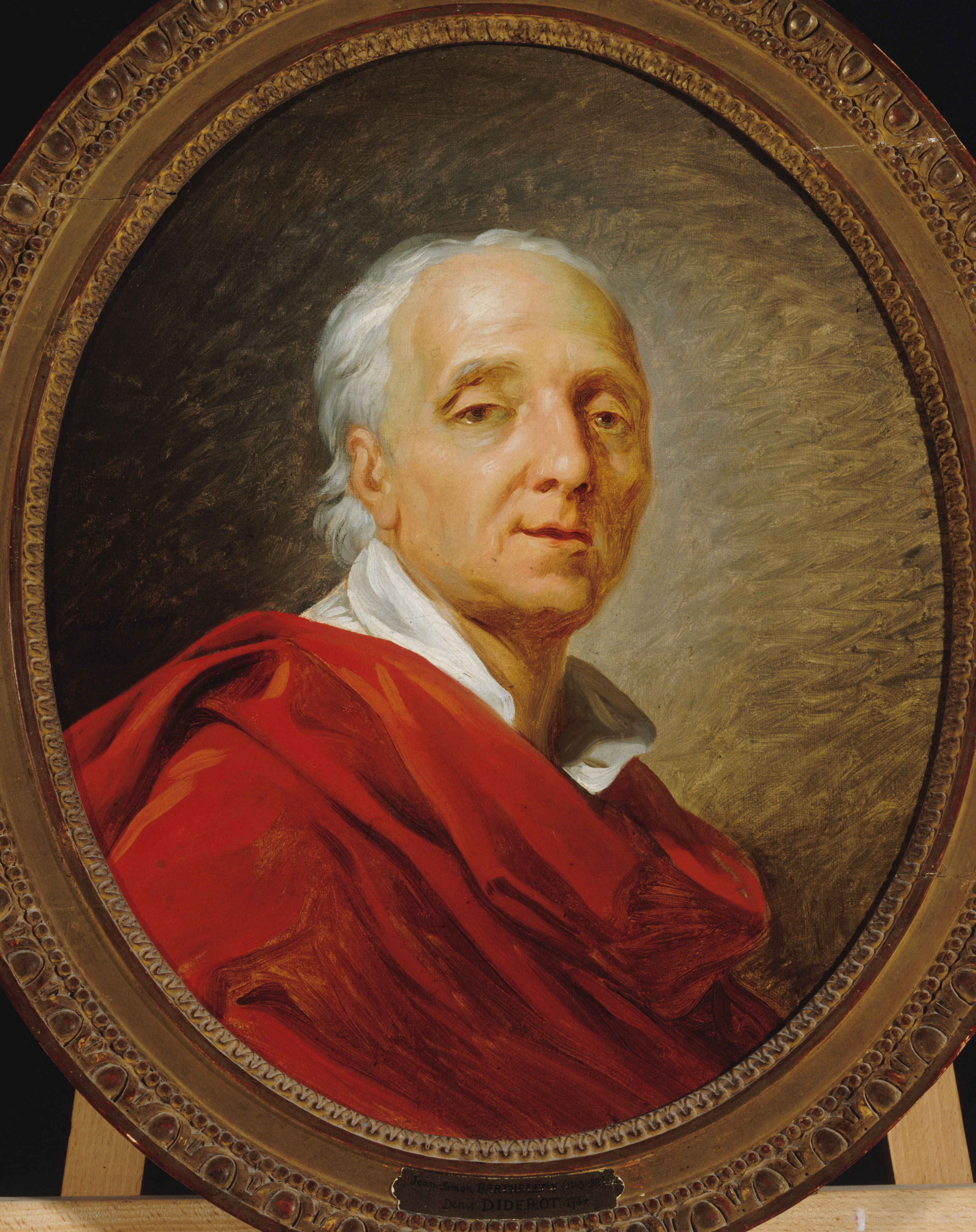
Jean-Simon Berthélémy, Diderot ritratto l'anno della morte (1784), Museo Carnavalet di Parigi

Il 19 febbraio 1784 Diderot, che soffriva d'ipertensione ed enfisema, venne colpito da un ictus. Furono per lui durissimi colpi la morte di Sophie, avvenuta solo tre giorni dopo, il 22 febbraio, e quella di una sua nipote, Marie-Anne detta Minette, nata da poco, il 15 aprile. Nel luglio 1784 si trasferì in un lussuoso appartamento in Rue de Richelieu, il cui affitto era pagato da Caterina II, dove però visse solo per due settimane; il 31 luglio dello stesso anno, infatti, Diderot morì a Parigi per un improvviso attacco cardiaco: colpito dal malore, al termine di un pranzo con la moglie e la figlia, mentre si accingeva a mangiare una composta di ciliegie di cui era golosissimo, si accasciò e morì in pochi minuti, senza accorgersi quasi di nulla. L'autopsia, che fu eseguita secondo la volontà espressa dallo stesso Diderot, ascrisse la causa della morte a cardiomiopatia ipertrofica ed embolia polmonare, causate da ipertrofia cardiaca cronica.

### Sepoltura e vicende postume
In prossimità della sua morte gli amici lo avevano convinto a trasferirsi, per risiedere in una parrocchia il cui sacerdote acconsentisse a seppellirlo cristianamente, per evitare, in questo modo - come aveva fatto anche Voltaire - la sepoltura infamante in una fossa comune. Diderot firmò quindi, su loro insistenza, una falsa professione di fede cattolica e visse quindi gli ultimi mesi nel quartiere di Saint-Roch, dove aveva traslocato (nei pressi della dimora di d'Holbach, in un sontuoso appartamento di rue Richelieu, a spese di Caterina II). Il corpo di Diderot verrà sepolto nella chiesa di Saint-Roch, sontuoso edificio barocco e luogo di sepoltura di artisti, proprio accanto al posto dove, nel 1789, sarà inumato l'amico d'Holbach, condividendone il destino di celebre ateo sepolto in un luogo religioso.

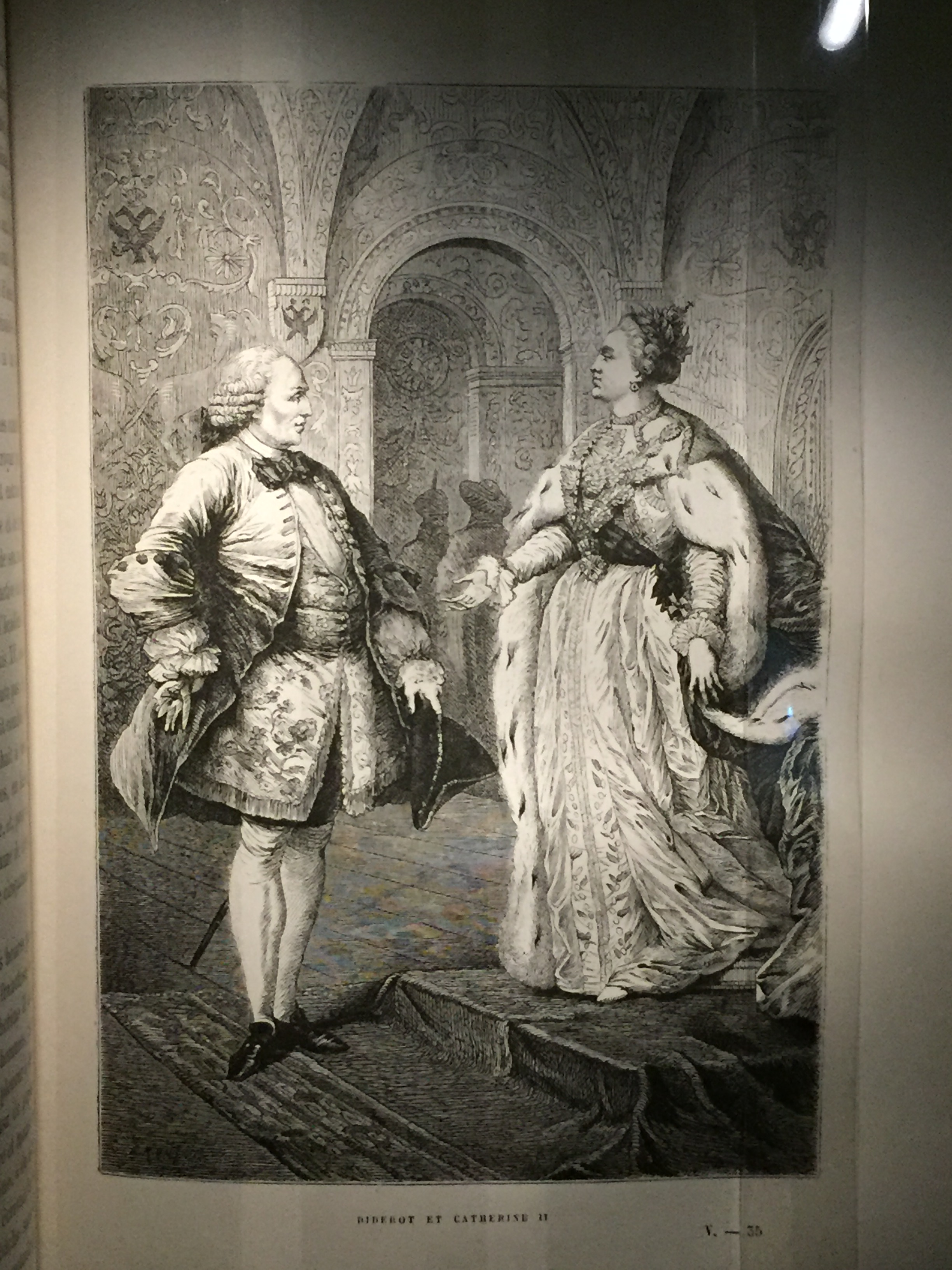
Diderot e Caterina II

Caterina II garantì alla vedova di Diderot una donazione di 1 000 rubli; precedentemente aveva concesso dei lasciti anche al nipote superstite del filosofo, Denis-Simon, che ebbe discendenza.
Dopo la morte di Diderot, i suoi manoscritti e i volumi della sua biblioteca furono trasferiti a San Pietroburgo, dove l'imperatrice Caterina aveva riunito anche i volumi appartenuti a D'Alembert e Voltaire, oggi esposti alla Biblioteca nazionale russa.

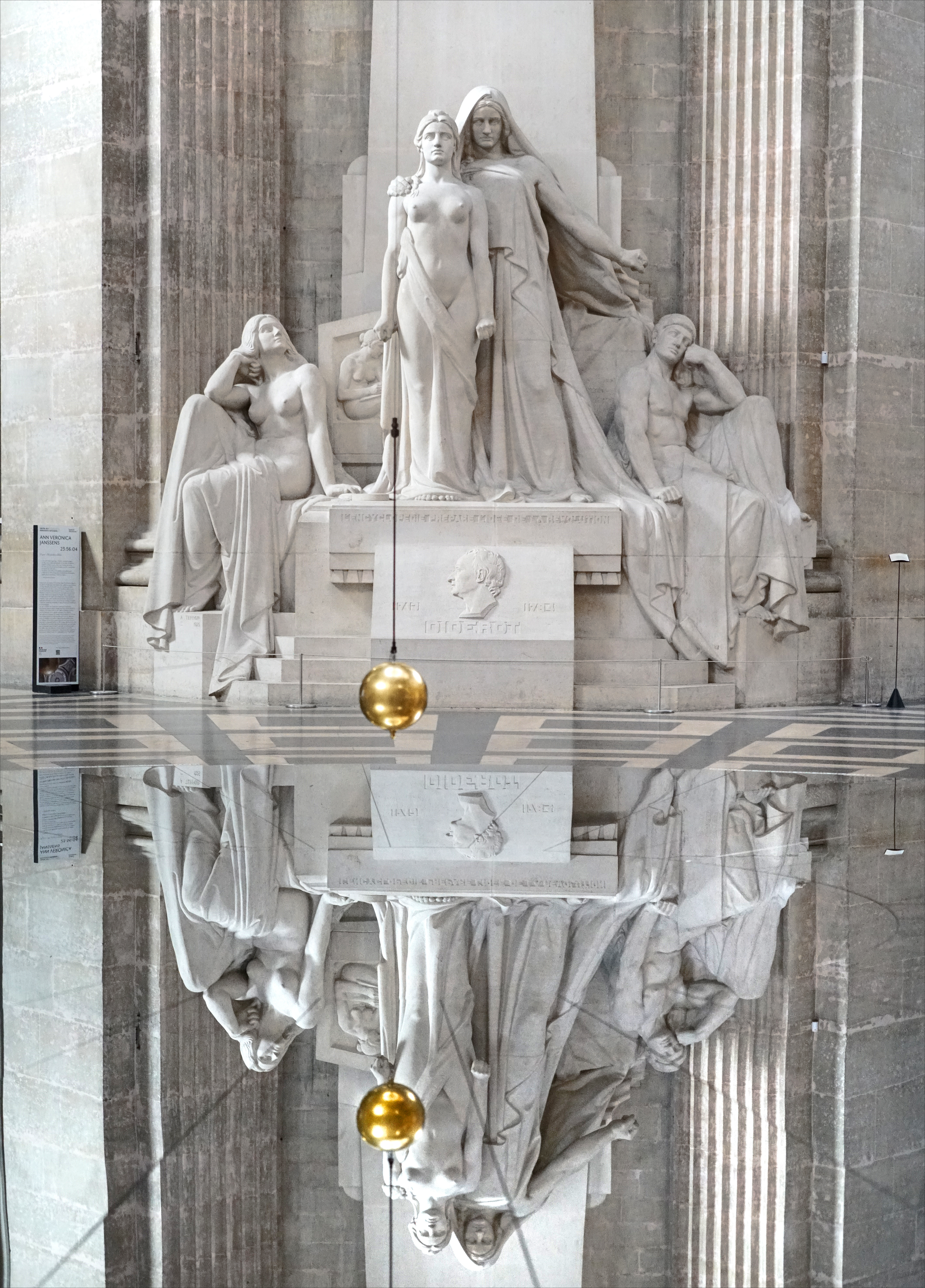
A Diderot e agli Enciclopedisti di A. C. Terroir, monumento e cenotafio di Diderot nel Pantheon (1913), fotografato con la presenza di un'installazione artistica temporanea recente con uno specchio e un pendolo di Foucault

Postumo uscirà, per volontà della moglie Antoinette, la versione completa, in volume, del celebre romanzo Jacques il fatalista.
Nel 1791 i sanculotti assaltarono la chiesa di Saint-Roch, danneggiando anche le tombe, per cui i resti andarono dispersi, probabilmente finiti anche in fosse comuni di cimiteri di epoca rivoluzionaria e quindi poi nelle catacombe di Parigi, oppure nell'ossario della chiesa. Assalti e combattimenti a Saint-Roch avvennero nuovamente nel 1795, durante l'insurrezione del 13 vendemmiaio anno IV (con scontri tra i soldati comandati da Napoleone Bonaparte e i monarchici, con i primi che mitragliarono il sagrato e la facciata) e il 7 gennaio 1815 (durante una protesta anticlericale per il divieto di sepoltura di un'attrice, durante il periodo turbolento della prima restaurazione francese che precedette i cento giorni), per cui l'aspetto originario della chiesa e della posizione delle lapidi è andato perduto, subendo un'opera di rifacimento. Il 6 brumaio dell'anno VII (27 ottobre 1798), un decreto del Direttorio l'aveva temporaneamente nominata "Tempio del Genio", monumento laico in analogia al Pantheon e ai Templi della Ragione come Notre-Dame sconsacrata. La lapide di Diderot è comunque andata perduta. Tuttavia un grande cenotafio lo ricorda al Pantheon, situato proprio sotto la cupola. Nel 2013, per il tricentenario della nascita, un gruppo di intellettuali ha proposto, al Presidente francese François Hollande, di effettuare una cerimonia ufficiale per il trasferimento solenne presso il Pantheon, a bara vuota come avvenuto per Condorcet, e per altri illuministi, tra i quali Voltaire e Rousseau qui portati durante la Rivoluzione francese.

## Altre attività e studi di Diderot
Oltre che filosofo e instancabile enciclopedista e scrittore, Diderot fu uno dei primi europei a interessarsi di culture orientali, avviando gli studi sul buddhismo, il taoismo e l'induismo.
Diderot è stato considerato anche un precursore della psicologia: Sigmund Freud, il padre della psicoanalisi, afferma che egli ha già intuito con acutezza la realtà del complesso di Edipo, riferendosi a una frase de Il nipote di Rameau, nella traduzione tedesca di Goethe: «Se il piccolo selvaggio fosse abbandonato a sé stesso e se conservasse tutta la sua debolezza mentale, e alla mancanza di ragione propria del bambino in fasce congiungesse la violenza delle passioni dell'uomo di trent'anni, torcerebbe il collo al padre e giacerebbe con la madre».

### Diderot critico d'arte
Diderot svolse un ruolo capitale anche nella storia della critica d'arte e nella storia dell'arte, disciplina nata intorno agli anni trenta del secolo dei lumi, contemporaneamente alla storia della letteratura promossa dai protestanti rifugiati nei Paesi Bassi e dai benedettini di Saint-Maur. Potendo avere accesso alla pittura del XVI e XVII secolo, presente nelle collezioni del duca d'Orléans al Palais Royal, in quelle di Ange-Laurent de La Live de Jully in rue de Richelieu, nonché nelle proprietà dell'amico barone d'Holbach, Diderot vi contribuì dischiudendo una strada che condurrà sino a Baudelaire.

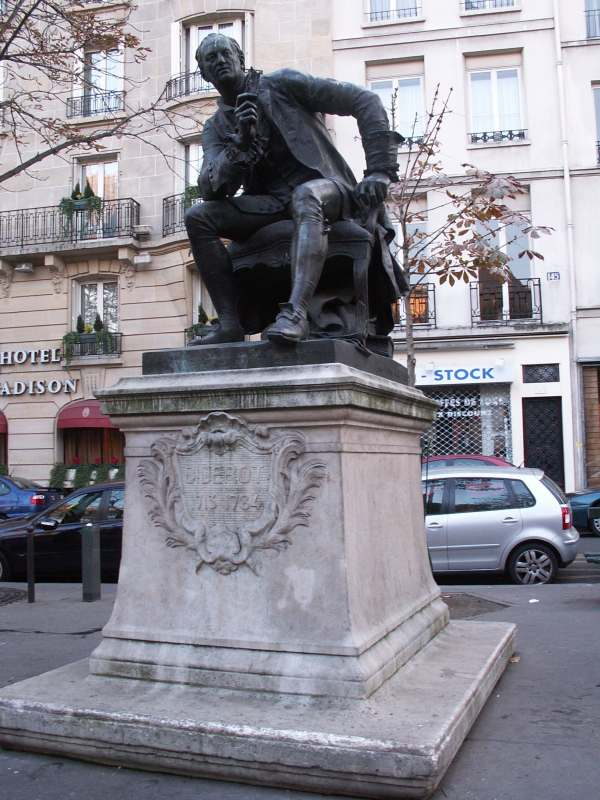
Statua di Diderot a Parigi

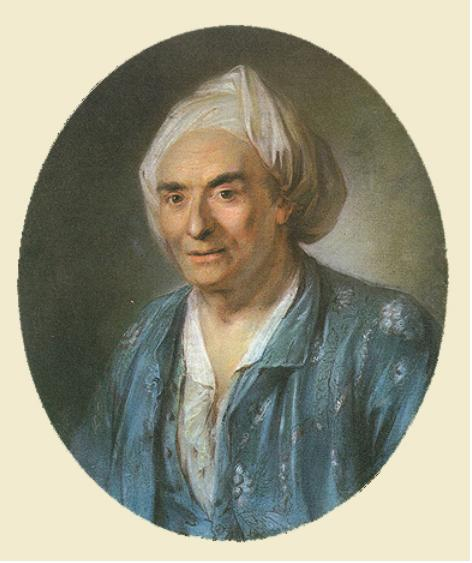
Diderot in un dipinto di Claude Bornet

Diderot fu il primo a collegare il punto di vista tecnico a quello estetico nella sua critica d'arte raccolta principalmente nella serie di impressioni ch'egli consegnò in forma epistolare in occasione delle esposizioni parigine (i Salons) alla Correspondance littéraire dell'amico Friedrich Grimm. Il Salon, iniziativa dapprima annuale, poi biennale dal 1746 al 1781 era un'esposizione di pittura a ingresso gratuito che si apriva al mattino del giorno della festa del re, San Luigi, il 25 agosto e che durava all'incirca fino alla fine di settembre.
Se il resoconto diderottiano del Salon del 1759, il primo redatto per la Correspondance littéraire, non fu che un articolo di una quindicina di pagine, a partire dal 1761 queste lettere diventarono il terreno su cui Diderot formulò alcuni dei suoi princìpi estetici più importanti, disseminandovi altresì riflessioni filosofiche storiche e morali.
L'estetica illuminista trova in Diderot, che la intendeva come un mezzo di sviluppo della società, l'abbandono degli schemi idealistici, dato che il senso estetico e la bellezza divengono per lui il frutto di un "rapporto" tra l'oggetto artistico e chi lo percepisce con la propria sensibilità individuale. In questo modo l'"estetico" non è più l'oggetto in sé, ma il "rapporto" soggetto-oggetto. Questo rapporto ha delle tipologie estremamente variabili, pluralistiche, non prive di casualità. Sono perciò tali rapporti a fondare il bello in generale, mentre ogni singolo bello particolare (di ogni oggetto artistico) non è riferibile ad alcuno degli schemi codificati di bellezza. Nel Traité du Beau Diderot precisa il suo pensiero relativamente al "bello" con un'ulteriore relativizzazione, conferendo una base filosofica all'estetica che è lontana sia dal sensismo puro sia dall'astrazione intellettualistica.
Secondo Diderot un particolare elemento di giudizio nell'esame di un'opera d'arte può essere rappresentato anche da quel "velo del tempo", da quella patina che valorizza i quadri di pittori come Claude Joseph Vernet che hanno «un tono di colore migliore degli altri perché hanno avuto il vantaggio di essere stati dipinti dal tempo, come accade alle opere dei grandi coloristi. Vernet si trova bene alla verifica del tempo, che nuoce tanto ai suoi colleghi.» Diderot teorizza in questo modo anche un gusto per l'antico, che influenzerà il restauro romantico e l'estetica del Neoclassicismo.

## Pensiero
(Denis Diderot)

### La natura

#### L'educazione alla scienza
Tipicamente rispondente all'impegno pedagogico illuministico della liberazione dall'ignoranza e dalla superstizione religiosa è l'invito di Diderot a una formazione culturale scientifica, rivolto specialmente alle giovani menti aperte alle novità:

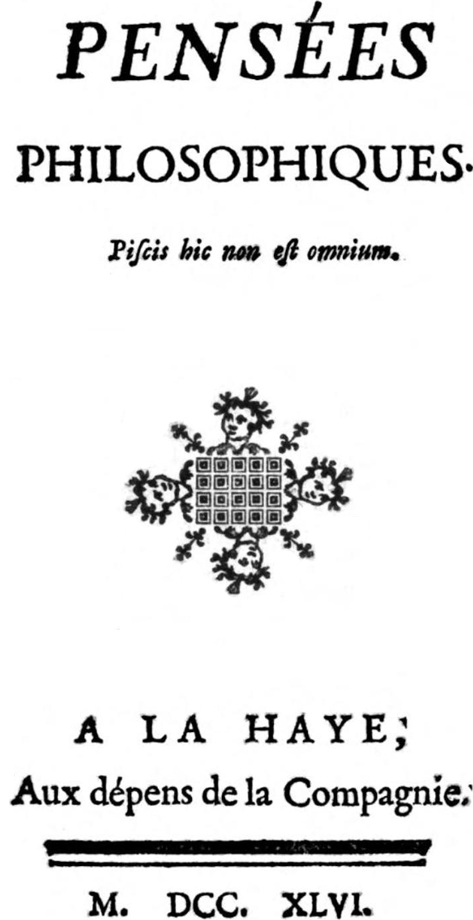
Pensieri filosofici, prima edizione del 1746

#### Dal deismo all'ateismo evoluzionista
(L'uomo e la morale)
Nel discorso scientifico sulla natura sino al '700 non era assente il tema religioso. Agli inizi del suo pensiero Diderot, influenzato da Voltaire, si mostra attratto dal deismo, fondato, più che su quel perfetto meccanismo celeste che suscitava l'ammirazione di Newton e poi di Kant, sull'ammirevole ordine stabilito da un Ente supremo all'interno degli organismi naturali.
La constatazione poi che esistono individui malamente costituiti, se non addirittura mostri naturali, lo porta prima all'agnosticismo, già presente in lui sotto certi aspetti, poi a un completo ateismo, anche se non esplicito e netto come quello dell'amico d'Holbach, e fondato sul probabilismo e su un parziale evoluzionismo: in natura infatti gli organismi si sono organicamente strutturati dopo una serie infinita di esperimenti che le forze naturali hanno compiuto prima di arrivare a costituire corpi in grado di affrontare l'esistenza. Gli esseri infelici per natura sono il risultato dei tentativi falliti, compiuti in un tempo che si può definire eterno, se si ammette che l'universo e la materia siano da sempre esistenti. Questa concezione casuale e pre-evoluzionistica, che si potrebbe far risalire a Lucrezio e ancor prima agli atomisti, a Democrito ed Epicuro (a cui Lucrezio si ispirava), ebbe molta fortuna nel Settecento anche perché, trovando conferme sperimentali della teoria della generazione spontanea dei germi (generatio aequivoca), sostenuta da molti biologi fino alla confutazione da parte di Lazzaro Spallanzani, portava a escludere la necessità di un Dio creatore (anche la teoria di Spallanzani non necessitava comunque di una causa prima superiore). Diderot si autodescrive nei fatti come ignostico e apateista:
(Denis Diderot, Lettera a Voltaire dell'11 giugno 1749)
Come per d'Holbach, anche per Diderot la religione rivelata è fonte di superstizione e turbamento: «il pensiero che Dio non esista non ha mai terrorizzato nessuno; sì invece quello che ne esista uno, tal quale me l'hanno raffigurato». Sulla linea di pensiero di Buffon (come lui anticipatore della teoria dell'evoluzione di Lamarck e Darwin) anche Diderot ritiene che in natura si debba escludere ogni meccanicismo incapace com'è di spiegare la vita e per lo stesso motivo considera la matematica inutile per la biologia. Tra le opere dedicate all'interpretazione naturalistica del mondo, oltre ai Pensieri e alla Lettera, Diderot scrive Il sogno di d'Alembert, in cui utilizza la finzione del sogno fatto dall'amico, a cui il libro è dedicato per esporre organicamente la sua filosofia, spesso sotto forma di scene e dialoghi.

#### L'origine della vita
Il tema più ampiamente trattato da Diderot è quello relativo al problema filosofico e scientifico dell'origine della vita che ai livelli superiori si manifesta come coscienza e pensiero: per la soluzione del problema bisogna scegliere tra due ipotesi:
1. esistono in natura due settori completamente distinti: quello inorganico, dove la vita è assente, e quello organico; teoria questa smentita dai fatti poiché in natura si constata la mescolanza dei due mondi; i corpi naturali sono caratterizzati dai continui passaggi tra i due campi;
2. oppure si deve ritenere che il punto di partenza sia unico; ma in questo caso bisogna spiegare perché i corpi naturali appaiano diversi.[16]

Diderot è convinto che tutta la materia abbia possibilità di uno sviluppo senziente: le primigenie particelle materiali organizzandosi, arrivano alla vita e da questa a quelle forme più alte di sviluppo che sono la coscienza e il pensiero. 

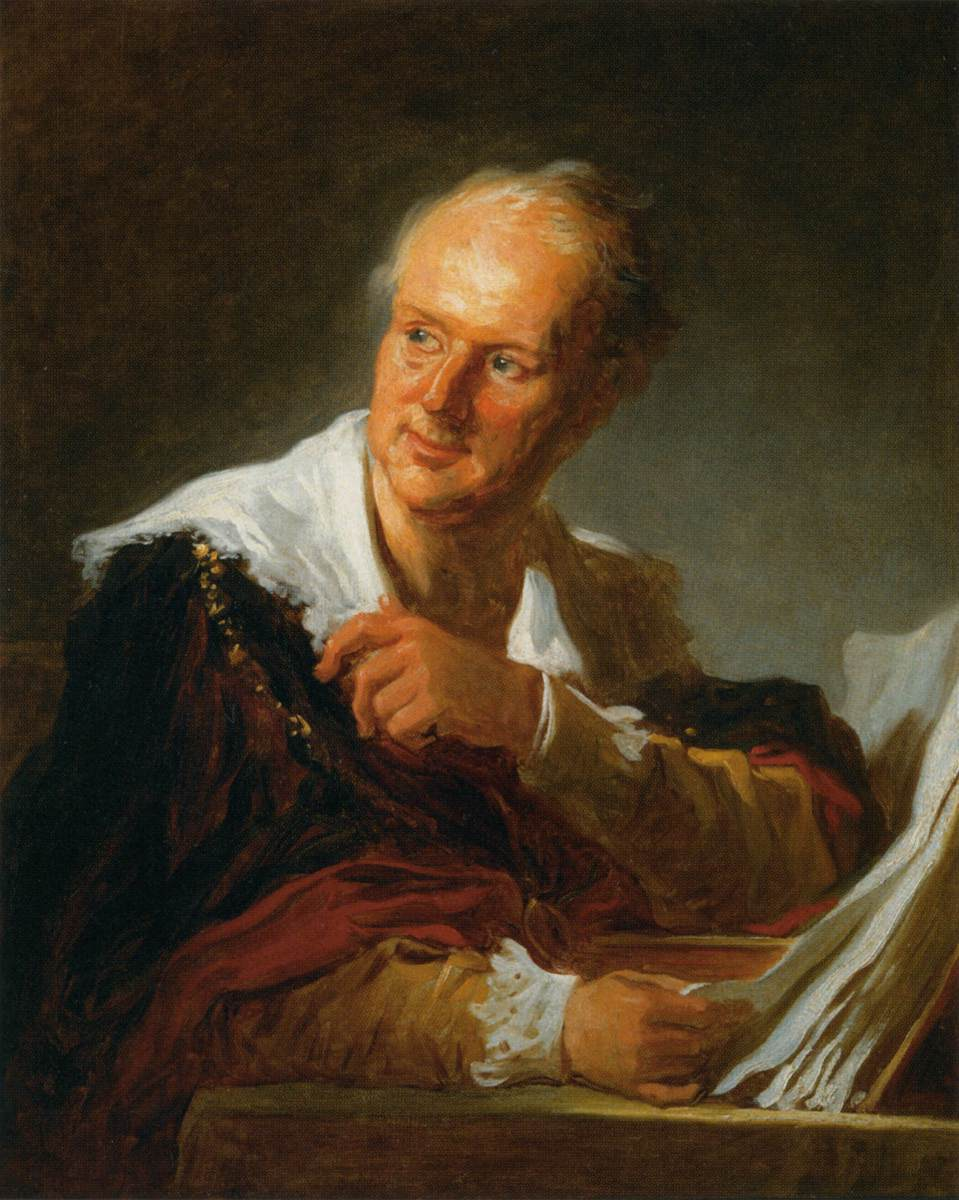
Presunto ritratto di Denis Diderot, opera di Fragonard nel 1769 circa

Egli pensa che un organismo completamente formato abbia in sé un complesso di elementi vitali indipendenti dal tutto così come il complesso unitario rappresentato da uno sciame di api (l'organismo) è costituito dai singoli insetti (i "microanimali" indipendenti). La prova di questo è nel vedere come ad esempio un polipo possa dividersi in organismi più piccoli o come dalla decomposizione di un corpo nascano microrganismi diversi. Seguendo Condillac, Diderot aderisce al sensismo: le sensazioni e la sensibilità, correttamente interpretati dalla ragione, sono parti importanti dell'esperienza della vita, ma occorre distinguere tra opinione e realtà verificata. Come Hume, d'Holbach, Voltaire e Rousseau (e gran parte degli illuministi) riconosce il rispetto agli animali in quanto essere senzienti, anche se per Diderot il mondo è reso interessante soprattutto per la presenza dell'uomo, l'unico animale che la ammira e la studia, altrimenti sarebbe solo uno spettacolo senza spettatori:
Tuttavia nel suo pensiero, si trovano anche ridimensionamento dell'essere umano, che è pur sempre un animale, inoltre polemizza con le dottrine di Rousseau sulla bontà intrinseca della natura, sostenendo che il fascino della natura è anche di essere a volte terribile (estetica del sublime):

### La morale
(L'uomo e la morale)
Tutte queste tesi sulla natura non vengono mai affermate da Diderot in maniera esclusiva e definitiva: egli preferisce usare la forma dialogica nei suoi scritti - spesso uno dei due dialoganti è Diderot e l'altro un suo conoscente - proprio per evitare quelle affermazioni dogmatiche, che talora si riscontravano anche tra gli illuministi (ad esempio in d'Holbach, ma anche in Rousseau), alle quali Diderot contrappone uno scetticismo che non scade mai a derisione dell'avversario con cui sta polemizzando, cosa che lo differenzia nello stile da Voltaire.
Nella morale Diderot è contrario a qualunque impostazione deterministica, sostenuta in parte dal d'Holbach, che consideri l'uomo vittima impotente di elementi naturali: al contrario l'individuo è libero di scegliere il suo comportamento dominando sé stesso e le forze naturali nei limiti in cui riesce a sfuggire ai suoi istinti naturali: per il dominio della natura e per la sua libertà giova all'uomo la conoscenza dei fenomeni naturali e della storia umana che gli permetterà di liberarsi dalla superstizione e dai pregiudizi per conseguire una vita che sarà felice a condizione che rispetti il bene universale. La sua critica agli eccessi della proprietà privata non cade invece mai in sogni di restaurazione primitiva o rifiuto del progresso "corruttore", come in Rousseau. Nonostante la diffusione del razzismo e del filo-colonialismo tra gli intellettuali dell'epoca (tranne quelli dell'area gesuita, con le loro "missioni"), anche nell'Encyclopedie, Diderot, ammirando la società dell'isola di Tahiti come prototipo realizzato della teoria del "buon selvaggio", si pronunciò contro lo schiavismo e la colonizzazione, oltre che contro la sottomissione della donna, e a favore della libertà sessuale nell'opera Supplemento al viaggio di Bougainville.

#### Diderot e il libertinismo
(Diderot, Pensieri filosofici)
Diderot ebbe rapporti filosofici con i circoli del libertinismo; egli non è un "libertino amorale", ma la sua morale laica è diversa da quella corrente alla sua epoca: le passioni buone portano al piacere e alla felicità, e vanno coltivate, in maniera decisa. Il sensismo e il razionalismo non portano Diderot a rifiutare sentimento, istinto e, come Kant, passione, ma come i libertini e i romantici, a coltivarli se portano al bene. Per Diderot 
Il tema morale, come quello della scelta tra il determinismo e il libero arbitrio, è ripreso da Diderot anche nelle sue opere letterarie come il romanzo filosofico Giacomo il fatalista dove sostiene che, sulla base delle esperienze vissute, un rigido determinismo alla d'Holbach sia da escludere.
Ne La monaca accusa la morale corrente di perbenismo ipocrita ed esalta invece la felicità raggiungibile su questa Terra, criticando, da spunti biografici e familiari, il costume di avviare ragazzi e ragazze ancora giovani alla vita ecclesiastica, pur in assenza di una qualsiasi vocazione o libera scelta. Nel libro, come già, con toni più satirici ne I gioielli indiscreti, Diderot riprende temi erotico-libertini, ma come pretesto per spiegare delle idee. In particolare attacca la vita religiosa, vista come ambiente di perversione e malvagità, spesso usata dai padri per risolvere questioni di eredità o nascondere scomode relazioni extraconiugali, facendo sparire i figli nati dall'adulterio, come la protagonista del romanzo, e condannandoli a una vita di infelicità per tutelare i loro interessi.

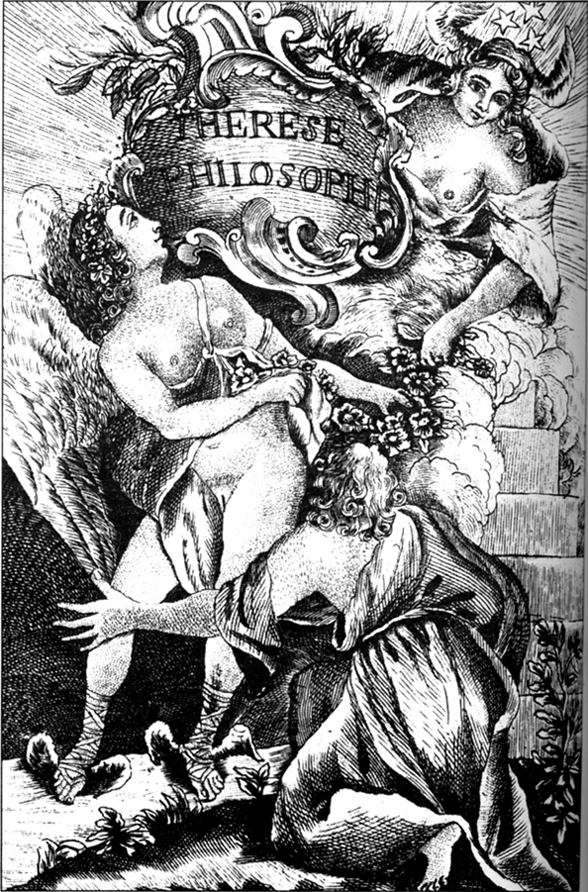
Diderot è ritenuto da alcuni autore (o coautore) del romanzo libertino Thérèse philosophe, o perlomeno delle parti più filosofiche. Di solito ritenuto opera di Jean-Baptiste Boyer d'Argens o autori come Xavier d'Arles de Montigny o Louis-Charles Fougeret de Monbron, presenta digressioni filosofiche e uno stile ironico per molti non attribuibili a scrittori considerati modesti, tali da far pensare all'intervento di Diderot, che in quel periodo scriveva testi libertini.

Qualche critico ha attribuito a Diderot anche il romanzo libertino erotico-filosofico Thérèse philosophe, solitamente attribuito - almeno in alcuni suoi estratti - a Jean-Baptiste Boyer d'Argens, che lo pubblicò anonimo nel 1748. Fu uno dei motivi dell'arresto a Vincennes, in quanto ritenuto altamente diretto contro la Chiesa e la morale (egli negò sempre, anche nelle lettere, di aver scritto il romanzo). Il libro oltre a scene di erotismo esplicito riprende le teorie materialiste ed edoniste di Julien Offray de La Mettrie, ufficialmente rifiutate da Diderot, teorie che tuttavia talvolta ricompaiono nelle opere di Diderot in forma attenuata. Il filosofo enciclopedista avrebbe, secondo questa ipotesi, scritto il romanzo in segreto, più che altro per autofinanziamento, difatti fu un vero best seller per decenni.
Ne Il nipote di Rameau descrive le vicende di un nuovo Don Giovanni, che impronta la sua vita alla leggerezza e allo sfoggio di una superficiale intellettualità distruggendo così ogni vero valore morale e ogni verità accertata. Qui Diderot attacca il parassitismo di chi lusinga la classe dominante, per avere favori, soffocando il vero spirito artistico, culturale e creativo.
Tra gli illuministi, fu praticamente l'unico, a parte Julien Offray de La Mettrie e il libertino radicale più tardo Marchese de Sade, a sostenere esplicitamente il diritto umano di un costume sessuale e sentimentale apertamente libero, nonostante i due citati fossero distanti da lui in moltissime posizioni; Diderot infatti condannò La Mettrie per il suo volume Antiseneca, per essere un edonista eccessivo e per il suo meccanicismo assoluto. A proposito della morte di La Mettrie dopo un pranzo luculliano scrisse in una lettera che "La Mettrie è morto come era giusto dovesse morire, vittima della sua intemperanza e della sua follia. Si è ucciso per ignoranza di ciò che professava. Questo giudizio è severo, ma giusto", definendolo "corrotto nei costumi e nelle idee". Il libertinismo di Diderot, rispetto a quello di de Sade e dei classici libertini, è incentrato sulla "bontà" o "neutralità" dell'uomo naturale, non sull'origine che l'uomo sia malvagio e trovi soddisfazione nel peccato e nel senso di colpa (cardini del pensiero sadiano seppur mascherati da ateismo), che Diderot come La Mettrie non approva. Diderot è anche l'unico degli illuministi pre-rivoluzionari a non condannare esplicitamente l'omosessualità, mantenendosi su un atteggiamento di vaga e leggera disapprovazione senza invocare interventi esterni di Stato o religione sulle vicende private. Queste posizioni illuministe libertarie, quasi proto-anarchiche negli ultimi anni, filtrate dagli idéologues, ebbero influenza anche sulla legislazione della Rivoluzione francese, che depenalizzò i cosiddetti "reati immaginari" (1790) quali adulterio e omosessualità, con l'istituzione del divorzio e del matrimonio civile. Nel Saggio sui regni di Claudio e Nerone, usando la storia dell'Impero romano, esalta invece la libertà del pensiero rappresentata da Seneca.
La vita di Diderot è stata spesso rappresentata nel romanzo e nel cinema, talvolta con esagerazioni per esigenze artistiche, come quella di un esponente libertino dell'illuminismo; ad esempio, in maniera molto romanzata, Diderot è il singolare protagonista, a metà tra il filosofo e l'uomo di mondo, della commedia teatrale Il libertino (Le Libertin, 1997) di Éric-Emmanuel Schmitt, il quale ispirò l'omonimo film del 2000 di Gabriel Aghion, che ne fa un prototipo dell'illuminista radicale e gaudente, assai simile al tipo di personaggio di seduttore libertino solitamente rappresentato da Giacomo Casanova.

## Opere

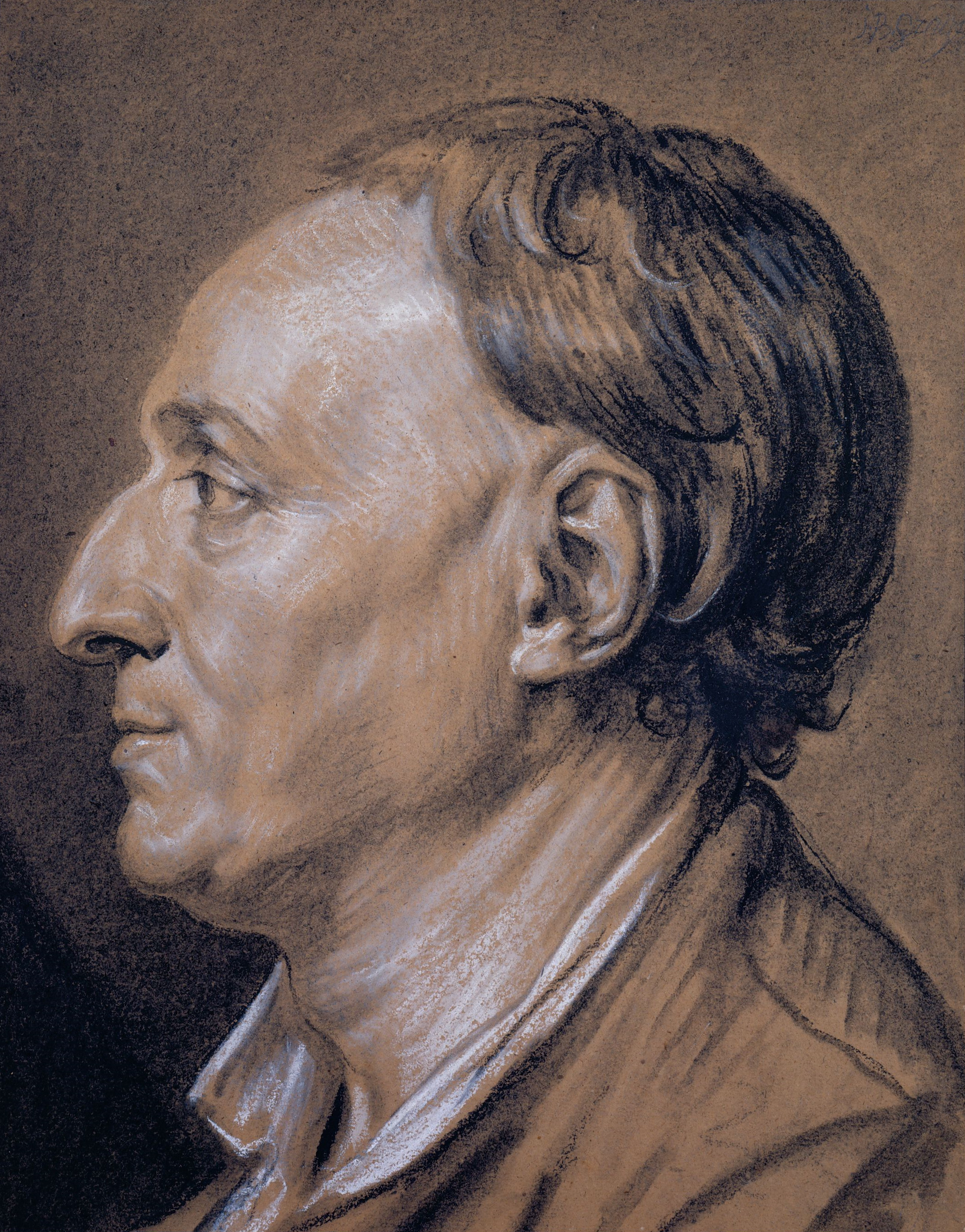
Diderot ritratto da Jean-Baptiste Greuze, 1766

Edizioni moderne delle opere di Diderot 
- Ironie morali, trad. Vincenzo Cardarelli, Milano: Facchi, 1919; Roma: Colombo, 1949
- Il nipote di Rameau, a cura di Giacinto Spagnoletti, Parma, Guanda, 1945
- La religiosa, trad. Carlo Borelli, prefazione di Fernanda Pivano, Torino, Einaudi, 1945; nuova ed. come La monaca, nota introduttiva di Franco Cordero, ivi, 1972
- Lettere a Sofia, a cura di Giacomo Falco, Milano, Bompiani, 1946
- Scritti di estetica, a cura di Guido Neri, Milano, Feltrinelli, 1957
- Giacomo il fatalista e il suo padrone, Milano, BUR, 1959.
- I gingilli indiscreti, trad. Pino Bava, Milano, Rizzoli, 1962; nuova ed. come I gioielli indiscreti, introduzione di Giovanni Bogliolo, ivi, 1982
- Opere filosofiche, a cura di Paolo Rossi, Milano, Feltrinelli, 1963
- I gioielli indiscreti, a cura di Glauco Natoli, trad. Marcella Bonsanti, Firenze, Sansoni 1966
- La religiosa, trad. Carmen Lottero, Torino, Edizioni dell'Albero, 1966
- Scritti politici, a cura di Furio Diaz, Torino, UTET, 1967
- Sogno di D'Alembert, trad. Paola Campioli, Milano, Rizzoli, 1967
- Enciclopedia, o Dizionario ragionato delle scienze, delle arti e dei mestieri, con autori vari, a cura di Paolo Casini, Bari, Laterza, 1968, 2003
- Commento alla Lettera sull'uomo di Hemsterhuis, a cura di Mirella Brini Savorelli, Bari, Laterza 1971, 1981
- Memorie per Caterina II, a cura di Paul Verniere; trad. Maria Vasta Dazzi, Milano, Longanesi, 1972
- La teoria e la pratica dell'arte, a cura di Armando La Torre, Roma, Bulzoni, 1976
- Antologia dall'Encyclopedie di Diderot e d'Alembert, a cura di Mario e Massimo Bonfantini, Novara, De Agostini, 1977
- Potere politico e libertà di stampa, a cura di Paolo Alatri, Roma, Editori Riuniti, 1978
- La monaca (La Religieuse), trad. Elina Klersy Imberciadori, Milano, Garzanti Editore, 1978, 1981
- I gioielli indiscreti, a cura di Lina Zecchi, Milano, Mondadori, 1979
- Teatro e scritti sul teatro, a cura di Marialuisa Grilli, Firenze, La nuova Italia, 1980
- Encyclopedie di Diderot e d'Alembert: dizionario ragionato di scienze arti e mestieri, 18 volumi, a cura di Andrea Calzolari, prefazione di Jorge Luis Borges, Parma, Franco Maria Ricci, 1970-1980 (riproduzione dell'ed. parigina chez Briasson, David, Le Breton, Durand, 1751-1772)
- La passeggiata dello scettico: colloquio sulla religione, la filosofia, la mondanità, a cura di Mirella Brini Savorelli, Milano, Serra e Riva, 1984
- Lettera sui sordi e sui muti, a cura di Fernando Bollino, Modena, Mucchi, 1984
- Il nipote di Rameau, trad. Augusto Frassineti, Torino, Einaudi, 1984; nuova ed. Macerata, Quodlibet, 2010 (con una nota di Ermanno Cavazzoni)
- La passeggiata dello scettico, a cura di M. Brini Savorelli, Milano, Serra e Riva 1984
- Lettera sui sordomuti e altri scritti sulla natura e sul bello, a cura di Elio Franzini, con un saggio di Michel Butor, Parma, Guanda, 1984
- Saggio sui regni di Claudio e Nerone e sui costumi e gli scritti di Seneca, con una nota di Luciano Canfora, Palermo, Sellerio editore, 1987
- Teatro, a cura di Lanfranco Binni, Milano, Garzanti 1988
- Paradosso sull'attore, trad. Jole Bertolazzi, a cura di Paolo Alatri, Roma, Editori Riuniti, 1989
- Viaggio in Olanda, trad. Elina Klersy Imberciadori, prefazione di Lionello Sozzi, Como, Ibis Edizioni, 1989
- Racconti, prefazione di Alberto Castoldi, Pordenone, Studio tesi, 1989
- Interpretazione della natura e Principi filosofici sulla materia e il movimento, a cura di Gianfranco Cantelli, Milano, SE, 1990
- Siamo tutti libertini: lettere a Sophie Volland, 1759-1762, a cura di Marina Premoli, Milano, Rosellina Archinto Editore, 1990
- Dialoghi filosofici, a cura di M. Brini Savorelli, Firenze, Le Lettere 1990
- Saggi sulla pittura, a cura di Massimo Modica, Palermo, Aesthetica, 1991
- Vincenzo Barba (a cura di), L'uomo e la morale, Pordenone, Studio Tesi, 1991.
- Thérèse philosophe, anonimo, attribuito da qualche critico a Denis Diderot (più comunemente a Jean-Baptiste Boyer d'Argens); prefazione di Riccardo Reim, Roma, Lucarini, 1991; nuova ed. Roma, Coniglio Editore, 2007
- I gioielli indiscreti; con Justine, o Le disgrazie della virtù del Marchese de Sade, Sesto San Giovanni, A. Peruzzo, 1991
- L'uccello bianco: racconto blu, trad. Anna Tito, Palermo, Sellerio, 1992
- Jacques il fatalista e il suo padrone, introduzione di Michele Rago, trad. Glauco Natoli, Torino, Einaudi, 1992
- Il nipote di Rameau. Jacques il fatalista e il suo padrone, a cura di Lanfranco Binni, Milano, Garzanti 1993
- Ritorno alla natura: Supplemento al Viaggio di Bougainville; a cura di Antonio A. Santucci, Bari, Laterza, 1993
- Il nipote di Rameau, trad. Maria Grazia Dominici, Vimercate, La spiga, 1994
- Trattato sul bello, trad. Guido Neri, a cura di Miklos Nicola Varga, Milano, SE, 1995; nuova ed. Milano, Abscondita, 2001
- Interpretazione della natura, a cura di P. Omodeo, Roma, Editori Riuniti 1995
- Il sogno di D'Alembert, introduzione di Benedetta Craveri, Milano, Rizzoli 1996
- Ricerche filosofiche sull'origine e la natura del bello, a cura di Massimo Modica, Gaeta, Bibliotheca, 1996
- Pensieri sull'interpretazione della natura, Roma, Armando editore, 1996.
- Tommaso Cavallo (a cura di), Pensieri filosofici, Pisa, Jacques e i suoi quaderni, 1998.
- Lettera sui ciechi per quelli che ci vedono, a cura di Mirella Brini Savorelli, Firenze, La nuova Italia, 1999
- Mystification, o La storia dei ritratti, prefazione di Daria Galateria, Milano, Rosellina Archinto, 2001
- Tre racconti, a cura di Ida Cappiello, Macerata, Liberilibri, 2001 (contiene: Questa non è una novella, Madame de la Carliere, Supplemento al Viaggio di Bougainville)
- Paradosso sull'attore, a cura di Giuseppe Panella e Alessandro Varaldo, Milano, La vita felice, 2002, 2009
- La religiosa, trad. Susanna Spero, Venezia, Marsilio, 2002
- Paradosso sull'attore, a cura di Roberto Rossi, con uno scritto di Yvon Belaval, Milano, Abscondita, 2002
- Pensieri sull'interpretazione della natura ai giovani che si dispongono allo studio della filosofia naturale, trad. Anita Cacciolati, Roma, Aracne, 2004
- L'arte di godere. Testi dei filosofi libertini del XVIII secolo, con Julien Offray de La Mettrie e altri. Scelta, traduzione e commento a cura di Paolo Quintili, Manifestolibri, Roma 2006.
- I gioielli indiscreti, a cura di Riccardo Reim, Roma, Newton Compton, 2008
- L'antro di Platone, a cura di Alfonso M. Iacono, Pisa, ETS, 2009
- Encyclopedie di Diderot e d'Alembert: tutte le tavole, trad. Martine Schruoffeneger, Milano, Mondadori, 1993; n. ed. 2009 con prefazione di Piergiorgio Odifreddi
- Paradosso sull'attore, a cura di Paolo Alatri, trad. di Jole Bertolazzi, Roma, Editori Riuniti, 2007
- Supplemento al Viaggio di Bougainville, trad. e cura di Antonio A. Santucci, Roma, Editori Riuniti University Press, 2012
- Paradosso sull'attore, a cura di Valentina Sperotto e Andrea Tagliapietra, Roma, InSchibboleth, 2022.
- ENCICLOPEDIA DEGLI ILLUMINISTI - Antologia tecnica e scientifica, a cura di Claudio Pierini, Cierre Grafica, Verona 2022. ISBN 978-883-210-2635

## Film tratti da opere di Diderot
- Perfidia (1945) di Robert Bresson; soggetto cinematografico liberamente tratto da 'Giacomo il fatalista'.
- Susanna Simonin, la religiosa (1966) di Jacques Rivette, dal romanzo La monaca
- La monaca nel peccato (1986) di Dario Donati (pseudonimo di Aristide Massaccesi, noto anche come Joe D'Amato), sempre da La monaca
- Jacques le fataliste (1993) di Antoine Douchet
- La religiosa (2013) di Guillame Nicloux, remake del film da La monaca del 1966

## Altre trasposizioni
- La religieuse, fumetto di Georges Pichard, sempre da La monaca, Création Art Presse, 1992
- Jacques le fataliste et son maître (1984), serie televisiva di Claude Santelli

## Film su Diderot
- Le Libertin di Gabriel Aghion - 2000. Diderot è interpretato da Vincent Pérez.

### Testi biografici
- Marie-Angélique Diderot de Vandeul, Diderot, mio padre; a cura di Giuseppe Scaraffia. Palermo, Sellerio, 1987
- Walter Noetico, Il sogno di Denis Diderot (con appendice biografica), La Fiaccola, 2013.
- Franco Venturi, Giovinezza di Diderot. Palermo, Sellerio, 1988
- Arthur M. Wilson, Diderot: Gli anni decisivi, Milano, Feltrinelli 1971.
- Arthur M. Wilson, Diderot, L'appello ai posteri. Milano, Feltrinelli, 1973.

### Studi
- Paolo Alatri, Voltaire, Diderot e il "partito filosofico". Messina-Firenze, D'Anna, 1965
- Paolo Alatri, Diderot: un letterato dall'assolutismo illuminato al populismo democratico. Messina, IPOS, 1972
- A. Becq... [et al.], Diderot: il politico, il filosofo, lo scrittore, scritti di a cura di Alfredo Mango; prefazione di Paolo Alatri. Milano, F. Angeli, 1986 (Atti del Convegno tenuto a Bra nel 1984)
- Mario Bonfantini, Introduzione alla lettura di Diderot. Torino, S. Gheroni e C., 1963
- E. Callot, Six philosophes français du XVIII siècle, Annecy 1963.
- Andrea Calzolari, Il teatro della teoria: materialismo e letteratura in Diderot. Parma-Lucca, Pratiche, 1977
- Paolo Casini, Diderot «philosophe». Laterza, Bari, 1962
- Cesare Colletta, Sta scritto lassù: saggio su Jacques le fataliste di Diderot. Napoli, Liguori, 1978
- Rino Cortiana, Il viaggio, gli amori e il duello: sistema del passato e sistema illuministico in Jacques le fataliste di Diderot. Venezia, Cafoscarina, 1983
- D'Aquino, Pasquale. L'enciclopedismo e l'etica del Diderot. Salerno, Verso il 2000, 1965
- Isa Dardano Basso, La ricerca del segno: Diderot e i problemi del linguaggio. Roma, Bulzoni, 1984
- Enrico De Angelis: Più lumi: Spinoza, Montesquieu, Rousseau, Diderot, Haydn. Pisa, Servizio Editoriale Universitario, 1986
- Herbert Dieckmann, Il realismo di Diderot. Roma-Bari, Laterza, 1977
- Gianfranco Dioguardi, Dossier Diderot. Palermo, Sellerio, 1995
- Domenico Grimaldi, Diderot politico e moralista dell'Encyclopedie. L'Aquila, Japadre, 1997
- Michela Landi, Rerum novus nascitur ordo: decadenza e poetica del francese nella Lettre sur les sourds et muets di Diderot. Pisa, ETS, 2003
- Armando La Torre, Diderot, nostro contemporaneo: la fondazione della critica materialistica e della sociologia dell'arte. Roma, Bulzoni, 1977
- I. K. Luppol - Diderot. Paris, 1936.
- Renata Mecchia, Le teorie linguistiche e l'estetica di Diderot. Roma, Carocci, 1980
- Massimo Modica, Il sistema delle arti: Batteux e Diderot. Palermo, Centro internazionale studi di estetica, 1987
- Massimo Modica, L'estetica di Diderot: teorie delle arti e del linguaggio nell'età dell'Encyclopedie. Roma, A. Pellicani, 1997
- Francesco Piselli, L'orologio vivente e il paradosso dell'immobile: studio su Denis Diderot. Milano, Celuc, 1974
- Lynn Salkin-Sbiroli, Il senso del nonsenso. Cosenza, Lerici, 1980
- Giuseppe Scaraffia, Scritti su Diderot: tra mistificazione e utopia. Roma, Bulzoni, 1983
- Fabio Scotto, Le neveu de Rameau di Denis Diderot: analisi socio-critica. Milano, Cooperativa libraria I.U.L.M., 1992
- Federico L. Silvestre, "L'estetica di Diderot. Il Salòn del 1767 alla luce del trasformismo" in Parol. Quaderni d´arte e di epistemologia, v. 21, anno XXVII, 2012
- Carlo Tamagnone, Denis Diderot. L'ateismo problematico, Civitavecchia, NonCredoLibri, 2013 - Collana Quaderni illuministi.[1][2] su opac sbn
- Franco Venturi, Le origini dell'Enciclopedia. Torino, Einaudi, 1946

### In inglese
- Urs App, The Birth of Orientalism, Philadelphia: University of Pennsylvania Press, 2010 ISBN 978-0-8122-4261-4, pp. 133–187 sul ruolo di Diderot nella scoperta europea del buddhismo, dell'induismo e delle culture dell'estremo oriente.

In tedesco
- Werner Raupp: Denis Diderot – „Weiß man je, wohin man geht?" Ein Lesebuch. Mit einem Geleitwort von Peter Prange, Rottenburg a. N. 2008 (20092) (Introd., estratti di fonte).